# Copa Davis 2024
La Copa Davis 2024 fue la 112.ª edición del torneo de tenis masculino más importante, de las disputadas por diversos países. Formó parte del calendario ATP Tour 2024.

## Fase final
Desde el 10 al 15 de septiembre se disputó la fase de grupos.

Desde el 19 al 24 de noviembre se disputó la fase eliminatoria.

### Equipos participantes
Los clasificados a las Finales de la Copa Davis 2024 fueron los siguientes:
- 2 finalistas de la edición anterior (Australia e Italia).
- 2 equipos invitados (WC) (España y Reino Unido).
- 12 ganadores de la ronda de clasificación, del 2 al 4 de febrero de 2024.

| Equipos participantes | Equipos participantes | Equipos participantes | Equipos participantes | Equipos participantes | Equipos participantes |
| · Alemania            | · Argentina           | · Australia (2023F)   | · Bélgica             |                       |                       |
| · Brasil              | · Canadá              | · Chile               | · Eslovaquia          |                       |                       |
| · España (WC)         | · Estados Unidos      | · Finlandia           | · Francia             |                       |                       |
| · Italia (CV)         | · Países Bajos        | · Reino Unido (WC)    | · República Checa     |                       |                       |
| --------------------- | --------------------- | --------------------- | --------------------- | --------------------- | --------------------- |

## Fase clasificatoria
Los participantes de la fase clasificatoria para las Finales de la Copa Davis 2024, fueron los siguientes:
- 12 equipos clasificados de las Finales de la edición anterior.
- 12 equipos ganadores del Grupo Mundial I.

| Equipos participantes | Equipos participantes | Equipos participantes | Equipos participantes | Equipos participantes | Equipos participantes |
| · Alemania            | · Argentina           | · Bélgica             | · Brasil              | · Canadá              | · Chile               |
| · China Taipéi        | · Croacia             | · Corea del Sur       | · Eslovaquia          | · Estados Unidos      | · Finlandia           |
| · Francia             | · Hungría             | · Israel              | · Kazajistán          | · Países Bajos        | · Perú                |
| · Portugal            | · República Checa     | · Serbia              | · Suecia              | · Suiza               | · Ucrania             |
| --------------------- | --------------------- | --------------------- | --------------------- | --------------------- | --------------------- |

| | Bandera de Canadá        | Canadá                            | 3         | 1  | Corea del Sur | Bandera de Corea del Sur |
| --- | ------------------------ | --------------------------------- | --------- | -- | ------------- | ------------------------ |
| Estadio IGA, Montreal, Canadá 2 y 3 de febrero de 2024 (Dura, bajo techo) |                          |                                   |           |    |               |                          |
| \| 1 \| \| Gabriel Diallo \| 6 \| 6 \| \| \| 1 \| \| Soon Woo Kwon \| 4 \| 4 \| \| \| 2 \| \| Vasek Pospisil \| 6 \| 6 \| \| \| 2 \| \| Seong-chan Hong \| 4 \| 3 \| \| \| 3 \| \| Alexis Galarneau / Vasek Pospisil \| 4 \| 7 \| 3 \| \| 3 \| \| Ji Sung Nam / Min-Kyu Song \| 6 \| 64 \| 6 \| \| 4 \| \| Gabriel Diallo \| 7 \| 4 \| 6 \| \| 4 \| \| Seong-chan Hong \| 5 \| 6 \| 1 \| \| 5 \| \| Vasek Pospisil \| No \| \| \| \| 5 \| \| Soon Woo Kwon \| disputado \| \| \| |                          |                                   |           |    |               |                          |
| 1 | Bandera de Canadá        | Gabriel Diallo                    | 6         | 6  |               |                          |
| 1 | Bandera de Corea del Sur | Soon Woo Kwon                     | 4         | 4  |               |                          |
| 2 | Bandera de Canadá        | Vasek Pospisil                    | 6         | 6  |               |                          |
| 2 | Bandera de Corea del Sur | Seong-chan Hong                   | 4         | 3  |               |                          |
| 3 | Bandera de Canadá        | Alexis Galarneau / Vasek Pospisil | 4         | 7  | 3             |                          |
| 3 | Bandera de Corea del Sur | Ji Sung Nam / Min-Kyu Song        | 6         | 64 | 6             |                          |
| 4 | Bandera de Canadá        | Gabriel Diallo                    | 7         | 4  | 6             |                          |
| 4 | Bandera de Corea del Sur | Seong-chan Hong                   | 5         | 6  | 1             |                          |
| 5 | Bandera de Canadá        | Vasek Pospisil                    | No        |    |               |                          |
| 5 | Bandera de Corea del Sur | Soon Woo Kwon                     | disputado |    |               |                          |

| | Bandera de Serbia     | Serbia                           | 0         | 4 | Eslovaquia | Bandera de Eslovaquia |
| --- | --------------------- | -------------------------------- | --------- | - | ---------- | --------------------- |
| Kraljevo Sports Hall, Kraljevo, Serbia 2 y 3 de febrero de 2024 (Tierra batida, bajo techo) |                       |                                  |           |   |            |                       |
| \| 1 \| \| Miomir Kecmanović \| 62 \| 2 \| \| \| 1 \| \| Lukáš Klein \| 7 \| 6 \| \| \| 2 \| \| Dušan Lajović \| 6 \| 2 \| 0 \| \| 2 \| \| Alex Molčan \| 4 \| 6 \| 6 \| \| 3 \| \| Nikola Čačić / Miomir Kecmanović \| 64 \| 3 \| \| \| 3 \| \| Lukáš Klein / Igor Zelenay \| 7 \| 6 \| \| \| 4 \| \| Laslo Djere \| 3 \| r \| \| \| 4 \| \| Lukas Pokorny \| 4 \| \| \| \| 5 \| \| Dušan Lajović \| No \| \| \| \| 5 \| \| Lukáš Klein \| disputado \| \| \| |                       |                                  |           |   |            |                       |
| 1 | Bandera de Serbia     | Miomir Kecmanović                | 62        | 2 |            |                       |
| 1 | Bandera de Eslovaquia | Lukáš Klein                      | 7         | 6 |            |                       |
| 2 | Bandera de Serbia     | Dušan Lajović                    | 6         | 2 | 0          |                       |
| 2 | Bandera de Eslovaquia | Alex Molčan                      | 4         | 6 | 6          |                       |
| 3 | Bandera de Serbia     | Nikola Čačić / Miomir Kecmanović | 64        | 3 |            |                       |
| 3 | Bandera de Eslovaquia | Lukáš Klein / Igor Zelenay       | 7         | 6 |            |                       |
| 4 | Bandera de Serbia     | Laslo Djere                      | 3         | r |            |                       |
| 4 | Bandera de Eslovaquia | Lukas Pokorny                    | 4         |   |            |                       |
| 5 | Bandera de Serbia     | Dušan Lajović                    | No        |   |            |                       |
| 5 | Bandera de Eslovaquia | Lukáš Klein                      | disputado |   |            |                       |

| | Bandera de Croacia | Croacia                      | 1         | 3 | Bélgica | Bandera de Bélgica |
| --- | ------------------ | ---------------------------- | --------- | - | ------- | ------------------ |
| Arena Varaždin, Varaždin, Croacia 3 y 4 de febrero de 2024 (Dura, bajo techo) |                    |                              |           |   |         |                    |
| \| 1 \| \| Marin Čilić \| 4 \| 6 \| 4 \| \| 1 \| \| Zizou Bergs \| 6 \| 4 \| 6 \| \| 2 \| \| Duje Ajduković \| 6 \| 6 \| \| \| 2 \| \| Joris De Loore \| 1 \| 4 \| \| \| 3 \| \| Ivan Dodig / Mate Pavić \| 6 \| 3 \| 64 \| \| 3 \| \| Sander Gillé / Joran Vliegen \| 2 \| 6 \| 7 \| \| 4 \| \| Duje Ajduković \| 1 \| 5 \| \| \| 4 \| \| Zizou Bergs \| 6 \| 7 \| \| \| 5 \| \| Marin Čilić \| No \| \| \| \| 5 \| \| Joris De Loore \| disputado \| \| \| |                    |                              |           |   |         |                    |
| 1 | Bandera de Croacia | Marin Čilić                  | 4         | 6 | 4       |                    |
| 1 | Bandera de Bélgica | Zizou Bergs                  | 6         | 4 | 6       |                    |
| 2 | Bandera de Croacia | Duje Ajduković               | 6         | 6 |         |                    |
| 2 | Bandera de Bélgica | Joris De Loore               | 1         | 4 |         |                    |
| 3 | Bandera de Croacia | Ivan Dodig / Mate Pavić      | 6         | 3 | 64      |                    |
| 3 | Bandera de Bélgica | Sander Gillé / Joran Vliegen | 2         | 6 | 7       |                    |
| 4 | Bandera de Croacia | Duje Ajduković               | 1         | 5 |         |                    |
| 4 | Bandera de Bélgica | Zizou Bergs                  | 6         | 7 |         |                    |
| 5 | Bandera de Croacia | Marin Čilić                  | No        |   |         |                    |
| 5 | Bandera de Bélgica | Joris De Loore               | disputado |   |         |                    |

| | Bandera de Hungría  | Hungría                        | 2  | 3  | Alemania | Bandera de Alemania |
| --- | ------------------- | ------------------------------ | -- | -- | -------- | ------------------- |
| Multifunctional Arena, Tatabánya, Hungría 2 y 3 de febrero de 2024 (Dura, bajo techo) |                     |                                |    |    |          |                     |
| \| 1 \| \| Fábián Marozsán \| 2 \| 64 \| \| \| 1 \| \| Dominik Koepfer \| 6 \| 7 \| \| \| 2 \| \| Márton Fucsovics \| 6 \| 7 \| \| \| 2 \| \| Jan-Lennard Struff \| 3 \| 5 \| \| \| 3 \| \| Fábián Marozsán / Máté Valkusz \| 3 \| 63 \| \| \| 3 \| \| Kevin Krawietz / Tim Puetz \| 6 \| 7 \| \| \| 4 \| \| Máté Valkusz \| 3 \| 2 \| \| \| 4 \| \| Jan-Lennard Struff \| 6 \| 6 \| \| \| 5 \| \| Zsombor Piros \| 7 \| 6 \| \| \| 5 \| \| Kevin Krawietz \| 62 \| 3 \| \| |                     |                                |    |    |          |                     |
| 1 | Bandera de Hungría  | Fábián Marozsán                | 2  | 64 |          |                     |
| 1 | Bandera de Alemania | Dominik Koepfer                | 6  | 7  |          |                     |
| 2 | Bandera de Hungría  | Márton Fucsovics               | 6  | 7  |          |                     |
| 2 | Bandera de Alemania | Jan-Lennard Struff             | 3  | 5  |          |                     |
| 3 | Bandera de Hungría  | Fábián Marozsán / Máté Valkusz | 3  | 63 |          |                     |
| 3 | Bandera de Alemania | Kevin Krawietz / Tim Puetz     | 6  | 7  |          |                     |
| 4 | Bandera de Hungría  | Máté Valkusz                   | 3  | 2  |          |                     |
| 4 | Bandera de Alemania | Jan-Lennard Struff             | 6  | 6  |          |                     |
| 5 | Bandera de Hungría  | Zsombor Piros                  | 7  | 6  |          |                     |
| 5 | Bandera de Alemania | Kevin Krawietz                 | 62 | 3  |          |                     |

| | Bandera de los Países Bajos | Países Bajos                        | 3  | 2  | Suiza | Bandera de Suiza |
| --- | --------------------------- | ----------------------------------- | -- | -- | ----- | ---------------- |
| MartiniPlaza, Groninga, Países Bajos 2 y 3 de febrero de 2024 (Dura, bajo techo) |                             |                                     |    |    |       |                  |
| \| 1 \| \| Tallon Griekspoor \| 7 \| 7 \| \| \| 1 \| \| Marc-Andrea Huesler \| 63 \| 63 \| \| \| 2 \| \| Botic van de Zandschulp \| 4 \| 63 \| \| \| 2 \| \| Leandro Riedi \| 6 \| 7 \| \| \| 3 \| \| Wesley Koolhof / Jean-Julien Rojer \| 65 \| 62 \| \| \| 3 \| \| Marc-Andrea Huesler / Leandro Riedi \| 7 \| 7 \| \| \| 4 \| \| Tallon Griekspoor \| 78 \| 7 \| \| \| 4 \| \| Leandro Riedi \| 66 \| 63 \| \| \| 5 \| \| Botic van de Zandschulp \| 5 \| 7 \| 6 \| \| 5 \| \| Marc-Andrea Huesler \| 7 \| 65 \| 3 \| |                             |                                     |    |    |       |                  |
| 1 | Bandera de los Países Bajos | Tallon Griekspoor                   | 7  | 7  |       |                  |
| 1 | Bandera de Suiza            | Marc-Andrea Huesler                 | 63 | 63 |       |                  |
| 2 | Bandera de los Países Bajos | Botic van de Zandschulp             | 4  | 63 |       |                  |
| 2 | Bandera de Suiza            | Leandro Riedi                       | 6  | 7  |       |                  |
| 3 | Bandera de los Países Bajos | Wesley Koolhof / Jean-Julien Rojer  | 65 | 62 |       |                  |
| 3 | Bandera de Suiza            | Marc-Andrea Huesler / Leandro Riedi | 7  | 7  |       |                  |
| 4 | Bandera de los Países Bajos | Tallon Griekspoor                   | 78 | 7  |       |                  |
| 4 | Bandera de Suiza            | Leandro Riedi                       | 66 | 63 |       |                  |
| 5 | Bandera de los Países Bajos | Botic van de Zandschulp             | 5  | 7  | 6     |                  |
| 5 | Bandera de Suiza            | Marc-Andrea Huesler                 | 7  | 65 | 3     |                  |

| | Bandera de República Checa | República Checa                | 4         | 0  | Israel | Bandera de Israel |
| --- | -------------------------- | ------------------------------ | --------- | -- | ------ | ----------------- |
| Vitality Slezsko, Třinec, República Checa 3 y 4 de febrero de 2024 (Dura, bajo techo) |                            |                                |           |    |        |                   |
| \| 1 \| \| Jakub Menšík \| 6 \| 7 \| \| \| 1 \| \| Yishai Oliel \| 1 \| 64 \| \| \| 2 \| \| Jiří Lehečka \| 6 \| 7 \| \| \| 2 \| \| Daniel Cukierman \| 1 \| 62 \| \| \| 3 \| \| Tomáš Macháč / Adam Pavlásek \| 4 \| \| \| \| 3 \| \| Daniel Cukierman / Edan Leshem \| 1 \| r \| \| \| 4 \| \| Vít Kopřiva \| 3 \| 6 \| [11] \| \| 4 \| \| Orel Kimhi \| 6 \| 3 \| [9] \| \| 5 \| \| Jakub Menšík \| No \| \| \| \| 5 \| \| Daniel Cukierman \| disputado \| \| \| |                            |                                |           |    |        |                   |
| 1 | Bandera de República Checa | Jakub Menšík                   | 6         | 7  |        |                   |
| 1 | Bandera de Israel          | Yishai Oliel                   | 1         | 64 |        |                   |
| 2 | Bandera de República Checa | Jiří Lehečka                   | 6         | 7  |        |                   |
| 2 | Bandera de Israel          | Daniel Cukierman               | 1         | 62 |        |                   |
| 3 | Bandera de República Checa | Tomáš Macháč / Adam Pavlásek   | 4         |    |        |                   |
| 3 | Bandera de Israel          | Daniel Cukierman / Edan Leshem | 1         | r  |        |                   |
| 4 | Bandera de República Checa | Vít Kopřiva                    | 3         | 6  | [11]   |                   |
| 4 | Bandera de Israel          | Orel Kimhi                     | 6         | 3  | [9]    |                   |
| 5 | Bandera de República Checa | Jakub Menšík                   | No        |    |        |                   |
| 5 | Bandera de Israel          | Daniel Cukierman               | disputado |    |        |                   |

| | Bandera de Ucrania        | Ucrania                             | 0         | 4  | Estados Unidos | Bandera de Estados Unidos |
| --- | ------------------------- | ----------------------------------- | --------- | -- | -------------- | ------------------------- |
| SEB Arena, Vilna, Lituania 1 y 2 de febrero de 2024 (Dura, bajo techo) |                           |                                     |           |    |                |                           |
| \| 1 \| \| Oleksii Krutykh \| 3 \| 7 \| 4 \| \| 1 \| \| Sebastian Korda \| 6 \| 63 \| 6 \| \| 2 \| \| Viacheslav Bielinskyi \| 3 \| 2 \| \| \| 2 \| \| Christopher Eubanks \| 6 \| 6 \| \| \| 3 \| \| Illya Beloborodko / Oleksii Krutykh \| 3 \| 6 \| 3 \| \| 3 \| \| Austin Krajicek / Rajeev Ram \| 6 \| 4 \| 6 \| \| 4 \| \| Vladyslav Orlov \| 3 \| 4 \| \| \| 4 \| \| Taylor Fritz \| 6 \| 6 \| \| \| 5 \| \| Viacheslav Bielinskyi \| No \| \| \| \| 5 \| \| Sebastian Korda \| disputado \| \| \| |                           |                                     |           |    |                |                           |
| 1 | Bandera de Ucrania        | Oleksii Krutykh                     | 3         | 7  | 4              |                           |
| 1 | Bandera de Estados Unidos | Sebastian Korda                     | 6         | 63 | 6              |                           |
| 2 | Bandera de Ucrania        | Viacheslav Bielinskyi               | 3         | 2  |                |                           |
| 2 | Bandera de Estados Unidos | Christopher Eubanks                 | 6         | 6  |                |                           |
| 3 | Bandera de Ucrania        | Illya Beloborodko / Oleksii Krutykh | 3         | 6  | 3              |                           |
| 3 | Bandera de Estados Unidos | Austin Krajicek / Rajeev Ram        | 6         | 4  | 6              |                           |
| 4 | Bandera de Ucrania        | Vladyslav Orlov                     | 3         | 4  |                |                           |
| 4 | Bandera de Estados Unidos | Taylor Fritz                        | 6         | 6  |                |                           |
| 5 | Bandera de Ucrania        | Viacheslav Bielinskyi               | No        |    |                |                           |
| 5 | Bandera de Estados Unidos | Sebastian Korda                     | disputado |    |                |                           |

| | Bandera de Finlandia | Finlandia                          | 3         | 1  | Portugal | Bandera de Portugal |
| --- | -------------------- | ---------------------------------- | --------- | -- | -------- | ------------------- |
| Gatorade Arena, Turku, Finlandia 2 y 3 de febrero de 2024 (Dura, bajo techo) |                      |                                    |           |    |          |                     |
| \| 1 \| \| Otto Virtanen \| 6 \| 6 \| \| \| 1 \| \| Nuno Borges \| 2 \| 1 \| \| \| 2 \| \| Emil Ruusuvuori \| 6 \| 6 \| \| \| 2 \| \| João Sousa \| 3 \| 2 \| \| \| 3 \| \| Harri Heliövaara / Emil Ruusuvuori \| 6 \| 78 \| \| \| 3 \| \| Nuno Borges / Francisco Cabral \| 4 \| 66 \| \| \| 4 \| \| Eero Vasa \| 4 \| 5 \| \| \| 4 \| \| Henrique Rocha \| 6 \| 7 \| \| \| 5 \| \| Otto Virtanen \| No \| \| \| \| 5 \| \| João Sousa \| disputado \| \| \| |                      |                                    |           |    |          |                     |
| 1 | Bandera de Finlandia | Otto Virtanen                      | 6         | 6  |          |                     |
| 1 | Bandera de Portugal  | Nuno Borges                        | 2         | 1  |          |                     |
| 2 | Bandera de Finlandia | Emil Ruusuvuori                    | 6         | 6  |          |                     |
| 2 | Bandera de Portugal  | João Sousa                         | 3         | 2  |          |                     |
| 3 | Bandera de Finlandia | Harri Heliövaara / Emil Ruusuvuori | 6         | 78 |          |                     |
| 3 | Bandera de Portugal  | Nuno Borges / Francisco Cabral     | 4         | 66 |          |                     |
| 4 | Bandera de Finlandia | Eero Vasa                          | 4         | 5  |          |                     |
| 4 | Bandera de Portugal  | Henrique Rocha                     | 6         | 7  |          |                     |
| 5 | Bandera de Finlandia | Otto Virtanen                      | No        |    |          |                     |
| 5 | Bandera de Portugal  | João Sousa                         | disputado |    |          |                     |

| | Bandera de China Taipéi | China Taipéi                           | 0         | 4  | Francia | Bandera de Francia |
| --- | ----------------------- | -------------------------------------- | --------- | -- | ------- | ------------------ |
| Taipei Tennis Center, Taipéi, República de China 3 y 4 de febrero de 2024 (Dura, bajo techo) |                         |                                        |           |    |         |                    |
| \| 1 \| \| Yu Hsiou Hsu \| 4 \| 4 \| \| \| 1 \| \| Luca Van Assche \| 6 \| 6 \| \| \| 2 \| \| Tung-Lin Wu \| 3 \| 5 \| \| \| 2 \| \| Adrian Mannarino \| 6 \| 7 \| \| \| 3 \| \| Yu Hsiou Hsu / Jason Jung \| 6 \| 2 \| 61 \| \| 3 \| \| Nicolas Mahut / Édouard Roger-Vasselin \| 3 \| 6 \| 7 \| \| 4 \| \| Chun-hsin Tseng \| 3 \| 63 \| \| \| 4 \| \| Quentin Halys \| 6 \| 7 \| \| \| 5 \| \| Tung-Lin Wu \| No \| \| \| \| 5 \| \| Luca Van Assche \| disputado \| \| \| |                         |                                        |           |    |         |                    |
| 1 | Bandera de China Taipéi | Yu Hsiou Hsu                           | 4         | 4  |         |                    |
| 1 | Bandera de Francia      | Luca Van Assche                        | 6         | 6  |         |                    |
| 2 | Bandera de China Taipéi | Tung-Lin Wu                            | 3         | 5  |         |                    |
| 2 | Bandera de Francia      | Adrian Mannarino                       | 6         | 7  |         |                    |
| 3 | Bandera de China Taipéi | Yu Hsiou Hsu / Jason Jung              | 6         | 2  | 61      |                    |
| 3 | Bandera de Francia      | Nicolas Mahut / Édouard Roger-Vasselin | 3         | 6  | 7       |                    |
| 4 | Bandera de China Taipéi | Chun-hsin Tseng                        | 3         | 63 |         |                    |
| 4 | Bandera de Francia      | Quentin Halys                          | 6         | 7  |         |                    |
| 5 | Bandera de China Taipéi | Tung-Lin Wu                            | No        |    |         |                    |
| 5 | Bandera de Francia      | Luca Van Assche                        | disputado |    |         |                    |

| | Bandera de Argentina  | Argentina                           | 3  | 2 | Kazajistán | Bandera de Kazajistán |
| --- | --------------------- | ----------------------------------- | -- | - | ---------- | --------------------- |
| Jockey Club de Rosario, Rosario, Argentina 3 y 4 de febrero de 2024 (Tierra batida) |                       |                                     |    |   |            |                       |
| \| 1 \| \| Francisco Cerúndolo \| 7 \| 6 \| \| \| 1 \| \| Dmitry Popko \| 5 \| 2 \| \| \| 2 \| \| Tomás Martín Etcheverry \| 4 \| 5 \| \| \| 2 \| \| Timofey Skatov \| 6 \| 7 \| \| \| 3 \| \| Máximo González / Andrés Molteni \| 63 \| 6 \| 6 \| \| 3 \| \| Aleksandr Nedovyesov / Dmitry Popko \| 7 \| 4 \| 0 \| \| 4 \| \| Francisco Cerúndolo \| 61 \| 4 \| \| \| 4 \| \| Timofey Skatov \| 7 \| 6 \| \| \| 5 \| \| Sebastián Báez \| 6 \| 3 \| 78 \| \| 5 \| \| Dmitry Popko \| 4 \| 6 \| 6 \| |                       |                                     |    |   |            |                       |
| 1 | Bandera de Argentina  | Francisco Cerúndolo                 | 7  | 6 |            |                       |
| 1 | Bandera de Kazajistán | Dmitry Popko                        | 5  | 2 |            |                       |
| 2 | Bandera de Argentina  | Tomás Martín Etcheverry             | 4  | 5 |            |                       |
| 2 | Bandera de Kazajistán | Timofey Skatov                      | 6  | 7 |            |                       |
| 3 | Bandera de Argentina  | Máximo González / Andrés Molteni    | 63 | 6 | 6          |                       |
| 3 | Bandera de Kazajistán | Aleksandr Nedovyesov / Dmitry Popko | 7  | 4 | 0          |                       |
| 4 | Bandera de Argentina  | Francisco Cerúndolo                 | 61 | 4 |            |                       |
| 4 | Bandera de Kazajistán | Timofey Skatov                      | 7  | 6 |            |                       |
| 5 | Bandera de Argentina  | Sebastián Báez                      | 6  | 3 | 78         |                       |
| 5 | Bandera de Kazajistán | Dmitry Popko                        | 4  | 6 | 6          |                       |

| | Bandera de Suecia | Suecia                               | 1         | 3  | Brasil | Bandera de Brasil |
| --- | ----------------- | ------------------------------------ | --------- | -- | ------ | ----------------- |
| Helsingborg Arena, Helsingborg, Suecia 2 y 3 de febrero de 2024 (Dura, bajo techo) |                   |                                      |           |    |        |                   |
| \| 1 \| \| Karl Friberg \| 3 \| 65 \| \| \| 1 \| \| Thiago Monteiro \| 6 \| 7 \| \| \| 2 \| \| Elias Ymer \| 4 \| 6 \| 6 \| \| 2 \| \| Gustavo Heide \| 6 \| 1 \| 3 \| \| 3 \| \| Filip Bergevi / André Göransson \| 2 \| 5 \| \| \| 3 \| \| Rafael Matos / Felipe Meligeni Alves \| 6 \| 7 \| \| \| 4 \| \| Elias Ymer \| 6 \| 4 \| 2 \| \| 4 \| \| Thiago Monteiro \| 4 \| 6 \| 6 \| \| 5 \| \| Karl Friberg \| No \| \| \| \| 5 \| \| Gustavo Heide \| disputado \| \| \| |                   |                                      |           |    |        |                   |
| 1 | Bandera de Suecia | Karl Friberg                         | 3         | 65 |        |                   |
| 1 | Bandera de Brasil | Thiago Monteiro                      | 6         | 7  |        |                   |
| 2 | Bandera de Suecia | Elias Ymer                           | 4         | 6  | 6      |                   |
| 2 | Bandera de Brasil | Gustavo Heide                        | 6         | 1  | 3      |                   |
| 3 | Bandera de Suecia | Filip Bergevi / André Göransson      | 2         | 5  |        |                   |
| 3 | Bandera de Brasil | Rafael Matos / Felipe Meligeni Alves | 6         | 7  |        |                   |
| 4 | Bandera de Suecia | Elias Ymer                           | 6         | 4  | 2      |                   |
| 4 | Bandera de Brasil | Thiago Monteiro                      | 4         | 6  | 6      |                   |
| 5 | Bandera de Suecia | Karl Friberg                         | No        |    |        |                   |
| 5 | Bandera de Brasil | Gustavo Heide                        | disputado |    |        |                   |

| | Bandera de Chile | Chile                                             | 3 | 2 | Perú | Bandera de Perú |
| --- | ---------------- | ------------------------------------------------- | - | - | ---- | --------------- |
| Court Central Anita Lizana, Santiago, Chile 3 y 4 de febrero de 2024 (Dura) |                  |                                                   |   |   |      |                 |
| \| 1 \| \| Alejandro Tabilo \| 4 \| 6 \| 6 \| \| 1 \| \| Juan Pablo Varillas \| 6 \| 2 \| 1 \| \| 2 \| \| Nicolás Jarry \| 2 \| 6 \| 3 \| \| 2 \| \| Ignacio Buse \| 6 \| 2 \| 6 \| \| 3 \| \| Tomás Barrios / Alejandro Tabilo \| 5 \| 3 \| \| \| 3 \| \| Arklon Huertas del Pino / Conner Huertas del Pino \| 7 \| 6 \| \| \| 4 \| \| Nicolás Jarry \| 6 \| 6 \| \| \| 4 \| \| Juan Pablo Varillas \| 2 \| 4 \| \| \| 5 \| \| Alejandro Tabilo \| 2 \| 6 \| 6 \| \| 5 \| \| Ignacio Buse \| 6 \| 3 \| 2 \| |                  |                                                   |   |   |      |                 |
| 1 | Bandera de Chile | Alejandro Tabilo                                  | 4 | 6 | 6    |                 |
| 1 | Bandera de Perú  | Juan Pablo Varillas                               | 6 | 2 | 1    |                 |
| 2 | Bandera de Chile | Nicolás Jarry                                     | 2 | 6 | 3    |                 |
| 2 | Bandera de Perú  | Ignacio Buse                                      | 6 | 2 | 6    |                 |
| 3 | Bandera de Chile | Tomás Barrios / Alejandro Tabilo                  | 5 | 3 |      |                 |
| 3 | Bandera de Perú  | Arklon Huertas del Pino / Conner Huertas del Pino | 7 | 6 |      |                 |
| 4 | Bandera de Chile | Nicolás Jarry                                     | 6 | 6 |      |                 |
| 4 | Bandera de Perú  | Juan Pablo Varillas                               | 2 | 4 |      |                 |
| 5 | Bandera de Chile | Alejandro Tabilo                                  | 2 | 6 | 6    |                 |
| 5 | Bandera de Perú  | Ignacio Buse                                      | 6 | 3 | 2    |                 |

## Grupos mundiales

### Grupo Mundial I
Fechas: 13 al 15 de septiembre de 2024
- 12 equipos perdedores de la ronda de clasificación para las Finales jugada entre el 2 y 4 de febrero de 2024.
- 12 ganadores de los Play-offs del Grupo Mundial I jugados entre el 2 y 4 de febrero de 2024.

| Equipos participantes | Equipos participantes  | Equipos participantes | Equipos participantes | Equipos participantes | Equipos participantes |
| · Austria             | · Bosnia y Herzegovina | · China Taipéi        | · Colombia            | · Corea del Sur       | · Croacia             |
| · Dinamarca           | · Egipto               | · Grecia              | · Hungría             | · India               | · Israel              |
| · Japón               | · Kazajistán           | · Lituania            | · Noruega             | · Perú                | · Polonia             |
| · Portugal            | · Serbia               | · Suecia              | · Suiza               | · Turquía             | · Ucrania             |
| --------------------- | ---------------------- | --------------------- | --------------------- | --------------------- | --------------------- |

| | Bandera de Serbia | Serbia                                | 3         | 1  | Grecia | Bandera de Grecia |
| --- | ----------------- | ------------------------------------- | --------- | -- | ------ | ----------------- |
| Aleksandar Nikolić Hall, Belgrado, Serbia 14 al 15 de septiembre de 2024 (Dura, bajo techo) |                   |                                       |           |    |        |                   |
| \| 1 \| \| Miomir Kecmanović \| 6 \| 6 \| \| \| 1 \| \| Aristotelis Thanos \| 3 \| 3 \| \| \| 2 \| \| Novak Djokovic \| 6 \| 6 \| \| \| 2 \| \| Ioannis Xilas \| 0 \| 1 \| \| \| 3 \| \| Novak Djokovic / Hamad Medjedovic \| 6 \| 3 \| 6 \| \| 3 \| \| Aristotelis Thanos / Petros Tsitsipas \| 3 \| 6 \| 3 \| \| 4 \| \| Dušan Lajović \| 6 \| 2r \| \| \| 4 \| \| Demetris Azoides \| 1 \| 3 \| \| \| 5 \| \| Miomir Kecmanović \| No \| \| \| \| 5 \| \| Ioannis Xilas \| disputado \| \| \| |                   |                                       |           |    |        |                   |
| 1 | Bandera de Serbia | Miomir Kecmanović                     | 6         | 6  |        |                   |
| 1 | Bandera de Grecia | Aristotelis Thanos                    | 3         | 3  |        |                   |
| 2 | Bandera de Serbia | Novak Djokovic                        | 6         | 6  |        |                   |
| 2 | Bandera de Grecia | Ioannis Xilas                         | 0         | 1  |        |                   |
| 3 | Bandera de Serbia | Novak Djokovic / Hamad Medjedovic     | 6         | 3  | 6      |                   |
| 3 | Bandera de Grecia | Aristotelis Thanos / Petros Tsitsipas | 3         | 6  | 3      |                   |
| 4 | Bandera de Serbia | Dušan Lajović                         | 6         | 2r |        |                   |
| 4 | Bandera de Grecia | Demetris Azoides                      | 1         | 3  |        |                   |
| 5 | Bandera de Serbia | Miomir Kecmanović                     | No        |    |        |                   |
| 5 | Bandera de Grecia | Ioannis Xilas                         | disputado |    |        |                   |

| | Bandera de Croacia  | Croacia                       | 4         | 0  | Lituania | Bandera de Lituania |
| --- | ------------------- | ----------------------------- | --------- | -- | -------- | ------------------- |
| Arena Varaždin, Varaždin, Croacia 13 al 14 de septiembre de 2024 (Dura, bajo techo) |                     |                               |           |    |          |                     |
| \| 1 \| \| Borna Gojo \| 6 \| 6 \| \| \| 1 \| \| Vilius Gaubas \| 4 \| 2 \| \| \| 2 \| \| Duje Ajduković \| 7 \| 66 \| 6 \| \| 2 \| \| Edas Butvilas \| 5 \| 78 \| 2 \| \| 3 \| \| Mate Pavić / Mili Poljičak \| 6 \| 1 \| 6 \| \| 3 \| \| Edas Butvilas / Vilius Gaubas \| 4 \| 6 \| 3 \| \| 4 \| \| Matej Dodig \| 6 \| 6 \| \| \| 4 \| \| Vilius Gaubas \| 3 \| 4 \| \| \| 5 \| \| Borna Gojo \| No \| \| \| \| 5 \| \| Edas Butvilas \| disputado \| \| \| |                     |                               |           |    |          |                     |
| 1 | Bandera de Croacia  | Borna Gojo                    | 6         | 6  |          |                     |
| 1 | Bandera de Lituania | Vilius Gaubas                 | 4         | 2  |          |                     |
| 2 | Bandera de Croacia  | Duje Ajduković                | 7         | 66 | 6        |                     |
| 2 | Bandera de Lituania | Edas Butvilas                 | 5         | 78 | 2        |                     |
| 3 | Bandera de Croacia  | Mate Pavić / Mili Poljičak    | 6         | 1  | 6        |                     |
| 3 | Bandera de Lituania | Edas Butvilas / Vilius Gaubas | 4         | 6  | 3        |                     |
| 4 | Bandera de Croacia  | Matej Dodig                   | 6         | 6  |          |                     |
| 4 | Bandera de Lituania | Vilius Gaubas                 | 3         | 4  |          |                     |
| 5 | Bandera de Croacia  | Borna Gojo                    | No        |    |          |                     |
| 5 | Bandera de Lituania | Edas Butvilas                 | disputado |    |          |                     |

| | Bandera de Suecia   | Suecia                                | 4         | 0 | India | Bandera de la India |
| --- | ------------------- | ------------------------------------- | --------- | - | ----- | ------------------- |
| Royal Tennis Hall, Estocolmo, Suecia 14 al 15 de septiembre de 2024 (Dura, bajo techo) |                     |                                       |           |   |       |                     |
| \| 1 \| \| Elias Ymer \| 6 \| 6 \| \| \| 1 \| \| N.Sriram Balaji \| 4 \| 2 \| \| \| 2 \| \| Leo Borg \| 6 \| 6 \| \| \| 2 \| \| Ramkumar Ramanathan \| 3 \| 4 \| \| \| 3 \| \| Filip Bergevi / André Göransson \| 6 \| 6 \| \| \| 3 \| \| N.Sriram Balaji / Ramkumar Ramanathan \| 3 \| 4 \| \| \| 4 \| \| Elias Ymer \| 6 \| 6 \| \| \| 4 \| \| Siddharth Vishwakarma \| 2 \| 2 \| \| \| 5 \| \| Leo Borg \| No \| \| \| \| 5 \| \| N.Sriram Balaji \| disputado \| \| \| |                     |                                       |           |   |       |                     |
| 1 | Bandera de Suecia   | Elias Ymer                            | 6         | 6 |       |                     |
| 1 | Bandera de la India | N.Sriram Balaji                       | 4         | 2 |       |                     |
| 2 | Bandera de Suecia   | Leo Borg                              | 6         | 6 |       |                     |
| 2 | Bandera de la India | Ramkumar Ramanathan                   | 3         | 4 |       |                     |
| 3 | Bandera de Suecia   | Filip Bergevi / André Göransson       | 6         | 6 |       |                     |
| 3 | Bandera de la India | N.Sriram Balaji / Ramkumar Ramanathan | 3         | 4 |       |                     |
| 4 | Bandera de Suecia   | Elias Ymer                            | 6         | 6 |       |                     |
| 4 | Bandera de la India | Siddharth Vishwakarma                 | 2         | 2 |       |                     |
| 5 | Bandera de Suecia   | Leo Borg                              | No        |   |       |                     |
| 5 | Bandera de la India | N.Sriram Balaji                       | disputado |   |       |                     |

| | Bandera de Kazajistán | Kazajistán                               | 1         | 3 | Dinamarca | Bandera de Dinamarca |
| --- | --------------------- | ---------------------------------------- | --------- | - | --------- | -------------------- |
| National Tennis Center, Astaná, Kazajistán 14 al 15 de septiembre de 2024 (Dura, bajo techo) |                       |                                          |           |   |           |                      |
| \| 1 \| \| Aleksandr Búblik \| 6 \| 2 \| 2 \| \| 1 \| \| Elmer Moeller \| 1 \| 6 \| 6 \| \| 2 \| \| Alexander Shevchenko \| 64 \| 3 \| \| \| 2 \| \| August Holmgren \| 7 \| 6 \| \| \| 3 \| \| Aleksandr Búblik / Aleksandr Nedovyesov \| 67 \| 3 \| \| \| 3 \| \| Johannes Ingildsen / Christian Sigsgaard \| 79 \| 6 \| \| \| 4 \| \| Beibit Zhukayev \| 3 \| 6 \| [10] \| \| 4 \| \| Philip Hjorth \| 6 \| 4 \| [8] \| \| 5 \| \| Alexander Shevchenko \| No \| \| \| \| 5 \| \| Elmer Moeller \| disputado \| \| \| |                       |                                          |           |   |           |                      |
| 1 | Bandera de Kazajistán | Aleksandr Búblik                         | 6         | 2 | 2         |                      |
| 1 | Bandera de Dinamarca  | Elmer Moeller                            | 1         | 6 | 6         |                      |
| 2 | Bandera de Kazajistán | Alexander Shevchenko                     | 64        | 3 |           |                      |
| 2 | Bandera de Dinamarca  | August Holmgren                          | 7         | 6 |           |                      |
| 3 | Bandera de Kazajistán | Aleksandr Búblik / Aleksandr Nedovyesov  | 67        | 3 |           |                      |
| 3 | Bandera de Dinamarca  | Johannes Ingildsen / Christian Sigsgaard | 79        | 6 |           |                      |
| 4 | Bandera de Kazajistán | Beibit Zhukayev                          | 3         | 6 | [10]      |                      |
| 4 | Bandera de Dinamarca  | Philip Hjorth                            | 6         | 4 | [8]       |                      |
| 5 | Bandera de Kazajistán | Alexander Shevchenko                     | No        |   |           |                      |
| 5 | Bandera de Dinamarca  | Elmer Moeller                            | disputado |   |           |                      |

| | Bandera de Polonia       | Polonia                          | 1         | 3  | Corea del Sur | Bandera de Corea del Sur |
| --- | ------------------------ | -------------------------------- | --------- | -- | ------------- | ------------------------ |
| CRS Zielona Góra, Zielona Góra, Polonia 13 al 14 de septiembre de 2024 (Dura, bajo techo) |                          |                                  |           |    |               |                          |
| \| 1 \| \| Maks Kaśnikowski \| 68 \| 2 \| \| \| 1 \| \| Seong-chan Hong \| 710 \| 6 \| \| \| 2 \| \| Kamil Majchrzak \| 5 \| 63 \| \| \| 2 \| \| Soon Woo Kwon \| 7 \| 7 \| \| \| 3 \| \| Karol Drzewiecki / Jan Zieliński \| 63 \| 6 \| 3 \| \| 3 \| \| Yunseong Chung / Ji Sung Nam \| 7 \| 4 \| 6 \| \| 4 \| \| Martyn Pawelski \| 6 \| 6 \| \| \| 4 \| \| Min-Kyu Song \| 3 \| 4 \| \| \| 5 \| \| Maks Kaśnikowski \| No \| \| \| \| 5 \| \| Soon Woo Kwon \| disputado \| \| \| |                          |                                  |           |    |               |                          |
| 1 | Bandera de Polonia       | Maks Kaśnikowski                 | 68        | 2  |               |                          |
| 1 | Bandera de Corea del Sur | Seong-chan Hong                  | 710       | 6  |               |                          |
| 2 | Bandera de Polonia       | Kamil Majchrzak                  | 5         | 63 |               |                          |
| 2 | Bandera de Corea del Sur | Soon Woo Kwon                    | 7         | 7  |               |                          |
| 3 | Bandera de Polonia       | Karol Drzewiecki / Jan Zieliński | 63        | 6  | 3             |                          |
| 3 | Bandera de Corea del Sur | Yunseong Chung / Ji Sung Nam     | 7         | 4  | 6             |                          |
| 4 | Bandera de Polonia       | Martyn Pawelski                  | 6         | 6  |               |                          |
| 4 | Bandera de Corea del Sur | Min-Kyu Song                     | 3         | 4  |               |                          |
| 5 | Bandera de Polonia       | Maks Kaśnikowski                 | No        |    |               |                          |
| 5 | Bandera de Corea del Sur | Soon Woo Kwon                    | disputado |    |               |                          |

| | Bandera de Suiza | Suiza                                             | 4         | 0 | Perú | Bandera de Perú |
| --- | ---------------- | ------------------------------------------------- | --------- | - | ---- | --------------- |
| Swiss Tennis Arena, Biena, Suiza 13 al 14 de septiembre de 2024 (Dura, bajo techo) |                  |                                                   |           |   |      |                 |
| \| 1 \| \| Jérôme Kym \| 6 \| 6 \| \| \| 1 \| \| Ignacio Buse \| 1 \| 4 \| \| \| 2 \| \| Marc-Andrea Huesler \| 6 \| 6 \| \| \| 2 \| \| Juan Pablo Varillas \| 3 \| 4 \| \| \| 3 \| \| Marc-Andrea Huesler / Dominic Stricker \| 7 \| 6 \| \| \| 3 \| \| Arklon Huertas del Pino / Conner Huertas del Pino \| 5 \| 1 \| \| \| 4 \| \| Rémy Bertola \| 5 \| 7 \| [10] \| \| 4 \| \| Gonzalo Bueno \| 7 \| 5 \| [5] \| \| 5 \| \| Marc-Andrea Huesler \| No \| \| \| \| 5 \| \| Ignacio Buse \| disputado \| \| \| |                  |                                                   |           |   |      |                 |
| 1 | Bandera de Suiza | Jérôme Kym                                        | 6         | 6 |      |                 |
| 1 | Bandera de Perú  | Ignacio Buse                                      | 1         | 4 |      |                 |
| 2 | Bandera de Suiza | Marc-Andrea Huesler                               | 6         | 6 |      |                 |
| 2 | Bandera de Perú  | Juan Pablo Varillas                               | 3         | 4 |      |                 |
| 3 | Bandera de Suiza | Marc-Andrea Huesler / Dominic Stricker            | 7         | 6 |      |                 |
| 3 | Bandera de Perú  | Arklon Huertas del Pino / Conner Huertas del Pino | 5         | 1 |      |                 |
| 4 | Bandera de Suiza | Rémy Bertola                                      | 5         | 7 | [10] |                 |
| 4 | Bandera de Perú  | Gonzalo Bueno                                     | 7         | 5 | [5]  |                 |
| 5 | Bandera de Suiza | Marc-Andrea Huesler                               | No        |   |      |                 |
| 5 | Bandera de Perú  | Ignacio Buse                                      | disputado |   |      |                 |

| | Bandera de Egipto  | Egipto                           | 2  | 3 | Hungría | Bandera de Hungría |
| --- | ------------------ | -------------------------------- | -- | - | ------- | ------------------ |
| El Gezira Sporting Club, El Cairo, Egipto 13 al 14 de septiembre de 2024 (Tierra batida) |                    |                                  |    |   |         |                    |
| \| 1 \| \| Amr Elsayed \| 7 \| 3 \| 4 \| \| 1 \| \| Zsombor Piros \| 5 \| 6 \| 6 \| \| 2 \| \| Mohamed Safwat \| 6 \| 5 \| 7 \| \| 2 \| \| Máté Valkusz \| 3 \| 7 \| 65 \| \| 3 \| \| Mohamed Maamoon / Mohamed Safwat \| 7 \| 7 \| \| \| 3 \| \| Peter Fajta / Gergely Madarász \| 6 \| 6 \| \| \| 4 \| \| Mohamed Safwat \| 63 \| 1 \| \| \| 4 \| \| Zsombor Piros \| 7 \| 6 \| \| \| 5 \| \| Faris Zakaryia \| 3 \| 4 \| \| \| 5 \| \| Máté Valkusz \| 6 \| 6 \| \| |                    |                                  |    |   |         |                    |
| 1 | Bandera de Egipto  | Amr Elsayed                      | 7  | 3 | 4       |                    |
| 1 | Bandera de Hungría | Zsombor Piros                    | 5  | 6 | 6       |                    |
| 2 | Bandera de Egipto  | Mohamed Safwat                   | 6  | 5 | 7       |                    |
| 2 | Bandera de Hungría | Máté Valkusz                     | 3  | 7 | 65      |                    |
| 3 | Bandera de Egipto  | Mohamed Maamoon / Mohamed Safwat | 7  | 7 |         |                    |
| 3 | Bandera de Hungría | Peter Fajta / Gergely Madarász   | 6  | 6 |         |                    |
| 4 | Bandera de Egipto  | Mohamed Safwat                   | 63 | 1 |         |                    |
| 4 | Bandera de Hungría | Zsombor Piros                    | 7  | 6 |         |                    |
| 5 | Bandera de Egipto  | Faris Zakaryia                   | 3  | 4 |         |                    |
| 5 | Bandera de Hungría | Máté Valkusz                     | 6  | 6 |         |                    |

| | Bandera de Noruega  | Noruega                        | 3         | 1 | Portugal | Bandera de Portugal |
| --- | ------------------- | ------------------------------ | --------- | - | -------- | ------------------- |
| Nadderud Arena, Bekkestua, Noruega 13 al 14 de septiembre de 2024 (Dura, bajo techo) |                     |                                |           |   |          |                     |
| \| 1 \| \| Nicolai Budkov Kjær \| 4 \| 6 \| 7 \| \| 1 \| \| Jaime Faria \| 6 \| 3 \| 64 \| \| 2 \| \| Casper Ruud \| 3 \| 4 \| \| \| 2 \| \| Henrique Rocha \| 6 \| 6 \| \| \| 3 \| \| Viktor Durasovic / Casper Ruud \| 7 \| 6 \| \| \| 3 \| \| Francisco Cabral / Jaime Faria \| 5 \| 3 \| \| \| 4 \| \| Casper Ruud \| 7 \| 6 \| \| \| 4 \| \| Jaime Faria \| 63 \| 2 \| \| \| 5 \| \| Nicolai Budkov Kjær \| No \| \| \| \| 5 \| \| Henrique Rocha \| disputado \| \| \| |                     |                                |           |   |          |                     |
| 1 | Bandera de Noruega  | Nicolai Budkov Kjær            | 4         | 6 | 7        |                     |
| 1 | Bandera de Portugal | Jaime Faria                    | 6         | 3 | 64       |                     |
| 2 | Bandera de Noruega  | Casper Ruud                    | 3         | 4 |          |                     |
| 2 | Bandera de Portugal | Henrique Rocha                 | 6         | 6 |          |                     |
| 3 | Bandera de Noruega  | Viktor Durasovic / Casper Ruud | 7         | 6 |          |                     |
| 3 | Bandera de Portugal | Francisco Cabral / Jaime Faria | 5         | 3 |          |                     |
| 4 | Bandera de Noruega  | Casper Ruud                    | 7         | 6 |          |                     |
| 4 | Bandera de Portugal | Jaime Faria                    | 63        | 2 |          |                     |
| 5 | Bandera de Noruega  | Nicolai Budkov Kjær            | No        |   |          |                     |
| 5 | Bandera de Portugal | Henrique Rocha                 | disputado |   |          |                     |

| | Bandera de Austria | Austria                         | 3         | 0 | Turquía | Bandera de Turquía |
| --- | ------------------ | ------------------------------- | --------- | - | ------- | ------------------ |
| Sportaktivpark Bad Waltersdorf, Bad Waltersdorf, Austria 13 al 14 de septiembre de 2024 (Tierra batida) |                    |                                 |           |   |         |                    |
| \| 1 \| \| Jurij Rodionov \| 6 \| 6 \| \| \| 1 \| \| Yankı Erel \| 3 \| 4 \| \| \| 2 \| \| Lukas Neumayer \| 7 \| 6 \| \| \| 2 \| \| Cem Ilkel \| 6 \| 2 \| \| \| 3 \| \| Alexander Erler / Lucas Miedler \| 6 \| 6 \| \| \| 3 \| \| Altuğ Çelikbilek / Yankı Erel \| 3 \| 4 \| \| \| 4 \| \| Jurij Rodionov \| No \| \| \| \| 4 \| \| Cem Ilkel \| disputado \| \| \| \| 5 \| \| Lukas Neumayer \| No \| \| \| \| 5 \| \| Yankı Erel \| disputado \| \| \| |                    |                                 |           |   |         |                    |
| 1 | Bandera de Austria | Jurij Rodionov                  | 6         | 6 |         |                    |
| 1 | Bandera de Turquía | Yankı Erel                      | 3         | 4 |         |                    |
| 2 | Bandera de Austria | Lukas Neumayer                  | 7         | 6 |         |                    |
| 2 | Bandera de Turquía | Cem Ilkel                       | 6         | 2 |         |                    |
| 3 | Bandera de Austria | Alexander Erler / Lucas Miedler | 6         | 6 |         |                    |
| 3 | Bandera de Turquía | Altuğ Çelikbilek / Yankı Erel   | 3         | 4 |         |                    |
| 4 | Bandera de Austria | Jurij Rodionov                  | No        |   |         |                    |
| 4 | Bandera de Turquía | Cem Ilkel                       | disputado |   |         |                    |
| 5 | Bandera de Austria | Lukas Neumayer                  | No        |   |         |                    |
| 5 | Bandera de Turquía | Yankı Erel                      | disputado |   |         |                    |

| | Bandera de China Taipéi         | China Taipéi               | 4 | 1 | Bosnia y Herzegovina | Bandera de Bosnia y Herzegovina |
| --- | ------------------------------- | -------------------------- | - | - | -------------------- | ------------------------------- |
| Taipei Tennis Center, Taipéi, República de China 14 al 15 de septiembre de 2024 (Dura, bajo techo) |                                 |                            |   |   |                      |                                 |
| \| 1 \| \| Chun-hsin Tseng \| 6 \| 5 \| 6 \| \| 1 \| \| Mirza Bašić \| 3 \| 7 \| 4 \| \| 2 \| \| Tung-Lin Wu \| 6 \| 6 \| \| \| 2 \| \| Damir Džumhur \| 2 \| 1 \| \| \| 3 \| \| Ray Ho / Yu Hsiou Hsu \| 6 \| 6 \| \| \| 3 \| \| Mirza Bašić / Nerman Fatic \| 3 \| 4 \| \| \| 4 \| \| Chun-hsin Tseng \| 4 \| 6 \| 2 \| \| 4 \| \| Damir Džumhur \| 6 \| 2 \| 6 \| \| 5 \| \| Tung-Lin Wu \| 6 \| 6 \| \| \| 5 \| \| Mirza Bašić \| 1 \| 4 \| \| |                                 |                            |   |   |                      |                                 |
| 1 | Bandera de China Taipéi         | Chun-hsin Tseng            | 6 | 5 | 6                    |                                 |
| 1 | Bandera de Bosnia y Herzegovina | Mirza Bašić                | 3 | 7 | 4                    |                                 |
| 2 | Bandera de China Taipéi         | Tung-Lin Wu                | 6 | 6 |                      |                                 |
| 2 | Bandera de Bosnia y Herzegovina | Damir Džumhur              | 2 | 1 |                      |                                 |
| 3 | Bandera de China Taipéi         | Ray Ho / Yu Hsiou Hsu      | 6 | 6 |                      |                                 |
| 3 | Bandera de Bosnia y Herzegovina | Mirza Bašić / Nerman Fatic | 3 | 4 |                      |                                 |
| 4 | Bandera de China Taipéi         | Chun-hsin Tseng            | 4 | 6 | 2                    |                                 |
| 4 | Bandera de Bosnia y Herzegovina | Damir Džumhur              | 6 | 2 | 6                    |                                 |
| 5 | Bandera de China Taipéi         | Tung-Lin Wu                | 6 | 6 |                      |                                 |
| 5 | Bandera de Bosnia y Herzegovina | Mirza Bašić                | 1 | 4 |                      |                                 |

| | Bandera de Israel  | Israel                              | 3         | 1  | Ucrania | Bandera de Ucrania |
| --- | ------------------ | ----------------------------------- | --------- | -- | ------- | ------------------ |
| Herodotou Tennis Academy, Lárnaca, Chipre 13 al 14 de septiembre de 2024 (Dura) |                    |                                     |           |    |         |                    |
| \| 1 \| \| Yshai Oliel \| 0 \| 6 \| 6 \| \| 1 \| \| Oleksandr Ovcharenko \| 6 \| 4 \| 4 \| \| 2 \| \| Daniel Cukierman \| 6 \| 6 \| \| \| 2 \| \| Vitaliy Sachko \| 2 \| 2 \| \| \| 3 \| \| Daniel Cukierman / Roy Stepanov \| 5 \| 67 \| \| \| 3 \| \| Illya Beloborodko / Oleksii Krutykh \| 7 \| 79 \| \| \| 4 \| \| Yshai Oliel \| 6 \| 3 \| 7 \| \| 4 \| \| Oleksii Krutykh \| 2 \| 6 \| 63 \| \| 5 \| \| Daniel Cukierman \| No \| \| \| \| 5 \| \| Oleksandr Ovcharenko \| disputado \| \| \| |                    |                                     |           |    |         |                    |
| 1 | Bandera de Israel  | Yshai Oliel                         | 0         | 6  | 6       |                    |
| 1 | Bandera de Ucrania | Oleksandr Ovcharenko                | 6         | 4  | 4       |                    |
| 2 | Bandera de Israel  | Daniel Cukierman                    | 6         | 6  |         |                    |
| 2 | Bandera de Ucrania | Vitaliy Sachko                      | 2         | 2  |         |                    |
| 3 | Bandera de Israel  | Daniel Cukierman / Roy Stepanov     | 5         | 67 |         |                    |
| 3 | Bandera de Ucrania | Illya Beloborodko / Oleksii Krutykh | 7         | 79 |         |                    |
| 4 | Bandera de Israel  | Yshai Oliel                         | 6         | 3  | 7       |                    |
| 4 | Bandera de Ucrania | Oleksii Krutykh                     | 2         | 6  | 63      |                    |
| 5 | Bandera de Israel  | Daniel Cukierman                    | No        |    |         |                    |
| 5 | Bandera de Ucrania | Oleksandr Ovcharenko                | disputado |    |         |                    |

| | Bandera de Japón    | Japón                                   | 3         | 1 | Colombia | Bandera de Colombia |
| --- | ------------------- | --------------------------------------- | --------- | - | -------- | ------------------- |
| Coliseo Ariake, Tokio, Japón 14 al 15 de septiembre de 2024 (Dura) |                     |                                         |           |   |          |                     |
| \| 1 \| \| Yoshihito Nishioka \| 6 \| 6 \| \| \| 1 \| \| Adrià Soriano Barrera \| 3 \| 4 \| \| \| 2 \| \| Kei Nishikori \| 6 \| 6 \| \| \| 2 \| \| Nicolás Mejía \| 4 \| 4 \| \| \| 3 \| \| Shintaro Mochizuki / Yosuke Watanuki \| 7 \| 2 \| 3 \| \| 3 \| \| Nicolás Barrientos / Cristian Rodríguez \| 64 \| 6 \| 6 \| \| 4 \| \| Yoshihito Nishioka \| 7 \| 6 \| \| \| 4 \| \| Nicolás Mejía \| 5 \| 4 \| \| \| 5 \| \| Kei Nishikori \| No \| \| \| \| 5 \| \| Adrià Soriano Barrera \| disputado \| \| \| |                     |                                         |           |   |          |                     |
| 1 | Bandera de Japón    | Yoshihito Nishioka                      | 6         | 6 |          |                     |
| 1 | Bandera de Colombia | Adrià Soriano Barrera                   | 3         | 4 |          |                     |
| 2 | Bandera de Japón    | Kei Nishikori                           | 6         | 6 |          |                     |
| 2 | Bandera de Colombia | Nicolás Mejía                           | 4         | 4 |          |                     |
| 3 | Bandera de Japón    | Shintaro Mochizuki / Yosuke Watanuki    | 7         | 2 | 3        |                     |
| 3 | Bandera de Colombia | Nicolás Barrientos / Cristian Rodríguez | 64        | 6 | 6        |                     |
| 4 | Bandera de Japón    | Yoshihito Nishioka                      | 7         | 6 |          |                     |
| 4 | Bandera de Colombia | Nicolás Mejía                           | 5         | 4 |          |                     |
| 5 | Bandera de Japón    | Kei Nishikori                           | No        |   |          |                     |
| 5 | Bandera de Colombia | Adrià Soriano Barrera                   | disputado |   |          |                     |

### Play-offs Grupo Mundial I
Fechas: 2 al 4 de febrero de 2024
- 12 equipos perdedores del Grupo Mundial I de 2023.
- 12 equipos ganadores del Grupo Mundial II de 2023.

| Zona Americana         | Zona Americana         | Zona Americana         | Zona Americana         | Zona Americana         | Zona Americana         |
| · Colombia             | · Ecuador              | · México               | -                      | -                      | -                      |
| Zona Asiática/Oceánica | Zona Asiática/Oceánica | Zona Asiática/Oceánica | Zona Asiática/Oceánica | Zona Asiática/Oceánica | Zona Asiática/Oceánica |
| · India                | · Japón                | · Líbano               | · Nueva Zelanda        | · Pakistán             | · Uzbekistán           |
| Zona Europea/Africana  | Zona Europea/Africana  | Zona Europea/Africana  | Zona Europea/Africana  | Zona Europea/Africana  | Zona Europea/Africana  |
| · Austria              | · Bosnia y Herzegovina | · Bulgaria             | · Dinamarca            | · Egipto               | · Georgia              |
| · Grecia               | · Irlanda              | · Letonia              | · Lituania             | · Luxemburgo           | · Noruega              |
| · Polonia              | · Rumania              | · Turquía              | -                      | -                      | -                      |
| ---------------------- | ---------------------- | ---------------------- | ---------------------- | ---------------------- | ---------------------- |

| | Bandera de Colombia   | Colombia                                | 3  | 2  | Luxemburgo | Bandera de Luxemburgo |
| --- | --------------------- | --------------------------------------- | -- | -- | ---------- | --------------------- |
| Club Bellavista Colsubsidio, Bogotá, Colombia 2 y 3 de febrero de 2024 (Tierra batida) |                       |                                         |    |    |            |                       |
| \| 1 \| \| Nicolás Mejía \| 63 \| 3 \| \| \| 1 \| \| Chris Rodesch \| 7 \| 6 \| \| \| 2 \| \| Adria Soriano Barrera \| 4 \| 6 \| 4 \| \| 2 \| \| Alex Knaff \| 6 \| 2 \| 6 \| \| 3 \| \| Nicolás Barrientos / Cristian Rodríguez \| 6 \| 61 \| 6 \| \| 3 \| \| Alex Knaff / Chris Rodesch \| 3 \| 7 \| 1 \| \| 4 \| \| Nicolás Mejía \| 6 \| 6 \| \| \| 4 \| \| Alex Knaff \| 2 \| 3 \| \| \| 5 \| \| Adria Soriano Barrera \| 6 \| 7 \| \| \| 5 \| \| Chris Rodesch \| 3 \| 65 \| \| |                       |                                         |    |    |            |                       |
| 1 | Bandera de Colombia   | Nicolás Mejía                           | 63 | 3  |            |                       |
| 1 | Bandera de Luxemburgo | Chris Rodesch                           | 7  | 6  |            |                       |
| 2 | Bandera de Colombia   | Adria Soriano Barrera                   | 4  | 6  | 4          |                       |
| 2 | Bandera de Luxemburgo | Alex Knaff                              | 6  | 2  | 6          |                       |
| 3 | Bandera de Colombia   | Nicolás Barrientos / Cristian Rodríguez | 6  | 61 | 6          |                       |
| 3 | Bandera de Luxemburgo | Alex Knaff / Chris Rodesch              | 3  | 7  | 1          |                       |
| 4 | Bandera de Colombia   | Nicolás Mejía                           | 6  | 6  |            |                       |
| 4 | Bandera de Luxemburgo | Alex Knaff                              | 2  | 3  |            |                       |
| 5 | Bandera de Colombia   | Adria Soriano Barrera                   | 6  | 7  |            |                       |
| 5 | Bandera de Luxemburgo | Chris Rodesch                           | 3  | 65 |            |                       |

| | Bandera de Líbano | Líbano                               | 1         | 3  | Japón | Bandera de Japón |
| --- | ----------------- | ------------------------------------ | --------- | -- | ----- | ---------------- |
| Smash Sporting Club, El Cairo, Egipto 2 y 3 de febrero de 2024 (Tierra batida) |                   |                                      |           |    |       |                  |
| \| 1 \| \| Hady Habib \| 3 \| 4 \| \| \| 1 \| \| Yoshihito Nishioka \| 6 \| 6 \| \| \| 2 \| \| Benjamin Hassan \| 6 \| 7 \| \| \| 2 \| \| Yosuke Watanuki \| 2 \| 63 \| \| \| 3 \| \| Hady Habib / Benjamin Hassan \| 5 \| 5 \| \| \| 3 \| \| Yoshihito Nishioka / Yosuke Watanuki \| 7 \| 7 \| \| \| 4 \| \| Benjamin Hassan \| 6 \| 64 \| 4 \| \| 4 \| \| Yoshihito Nishioka \| 1 \| 7 \| 6 \| \| 5 \| \| Hady Habib \| No \| \| \| \| 5 \| \| Yosuke Watanuki \| disputado \| \| \| |                   |                                      |           |    |       |                  |
| 1 | Bandera de Líbano | Hady Habib                           | 3         | 4  |       |                  |
| 1 | Bandera de Japón  | Yoshihito Nishioka                   | 6         | 6  |       |                  |
| 2 | Bandera de Líbano | Benjamin Hassan                      | 6         | 7  |       |                  |
| 2 | Bandera de Japón  | Yosuke Watanuki                      | 2         | 63 |       |                  |
| 3 | Bandera de Líbano | Hady Habib / Benjamin Hassan         | 5         | 5  |       |                  |
| 3 | Bandera de Japón  | Yoshihito Nishioka / Yosuke Watanuki | 7         | 7  |       |                  |
| 4 | Bandera de Líbano | Benjamin Hassan                      | 6         | 64 | 4     |                  |
| 4 | Bandera de Japón  | Yoshihito Nishioka                   | 1         | 7  | 6     |                  |
| 5 | Bandera de Líbano | Hady Habib                           | No        |    |       |                  |
| 5 | Bandera de Japón  | Yosuke Watanuki                      | disputado |    |       |                  |

| | Bandera de Irlanda | Irlanda                         | 0         | 4  | Austria | Bandera de Austria |
| --- | ------------------ | ------------------------------- | --------- | -- | ------- | ------------------ |
| UL Sport Arena, Limerick, Irlanda 3 y 4 de febrero de 2024 (Dura, bajo techo) |                    |                                 |           |    |         |                    |
| \| 1 \| \| Michael Agwi \| 66 \| 3 \| \| \| 1 \| \| Dominic Thiem \| 78 \| 6 \| \| \| 2 \| \| Osgar O'Hoisin \| 4 \| 4 \| \| \| 2 \| \| Sebastian Ofner \| 6 \| 6 \| \| \| 3 \| \| Conor Gannon / David O'Hare \| 1 \| 65 \| \| \| 3 \| \| Alexander Erler / Lucas Miedler \| 6 \| 7 \| \| \| 4 \| \| Michael Agwi \| 3 \| 6 \| [8] \| \| 4 \| \| Lucas Miedler \| 6 \| 3 \| [10] \| \| 5 \| \| Osgar O'Hoisin \| No \| \| \| \| 5 \| \| Dominic Thiem \| disputado \| \| \| |                    |                                 |           |    |         |                    |
| 1 | Bandera de Irlanda | Michael Agwi                    | 66        | 3  |         |                    |
| 1 | Bandera de Austria | Dominic Thiem                   | 78        | 6  |         |                    |
| 2 | Bandera de Irlanda | Osgar O'Hoisin                  | 4         | 4  |         |                    |
| 2 | Bandera de Austria | Sebastian Ofner                 | 6         | 6  |         |                    |
| 3 | Bandera de Irlanda | Conor Gannon / David O'Hare     | 1         | 65 |         |                    |
| 3 | Bandera de Austria | Alexander Erler / Lucas Miedler | 6         | 7  |         |                    |
| 4 | Bandera de Irlanda | Michael Agwi                    | 3         | 6  | [8]     |                    |
| 4 | Bandera de Austria | Lucas Miedler                   | 6         | 3  | [10]    |                    |
| 5 | Bandera de Irlanda | Osgar O'Hoisin                  | No        |    |         |                    |
| 5 | Bandera de Austria | Dominic Thiem                   | disputado |    |         |                    |

| | Bandera de Egipto  | Egipto                                 | 3         | 1  | Ecuador | Bandera de Ecuador |
| --- | ------------------ | -------------------------------------- | --------- | -- | ------- | ------------------ |
| El Gezira Sporting Club, El Cairo, Egipto 2 y 3 de febrero de 2024 (Tierra batida) |                    |                                        |           |    |         |                    |
| \| 1 \| \| Mohamed Safwat \| 4 \| 78 \| 78 \| \| 1 \| \| Álvaro Guillén Meza \| 6 \| 66 \| 6 \| \| 2 \| \| Amr Elsayed \| 7 \| 6 \| \| \| 2 \| \| Emilio Gómez \| 5 \| 3 \| \| \| 3 \| \| Karim-Mohamed Maamoun / Mohamed Safwat \| 7 \| 7 \| \| \| 3 \| \| Andrés Andrade / Diego Hidalgo \| 65 \| 63 \| \| \| 4 \| \| Michael Bassem Sobhy \| 6 \| 5 \| [7] \| \| 4 \| \| Andrés Andrade \| 4 \| 7 \| [10] \| \| 5 \| \| Amr Elsayed \| No \| \| \| \| 5 \| \| Álvaro Guillén Meza \| disputado \| \| \| |                    |                                        |           |    |         |                    |
| 1 | Bandera de Egipto  | Mohamed Safwat                         | 4         | 78 | 78      |                    |
| 1 | Bandera de Ecuador | Álvaro Guillén Meza                    | 6         | 66 | 6       |                    |
| 2 | Bandera de Egipto  | Amr Elsayed                            | 7         | 6  |         |                    |
| 2 | Bandera de Ecuador | Emilio Gómez                           | 5         | 3  |         |                    |
| 3 | Bandera de Egipto  | Karim-Mohamed Maamoun / Mohamed Safwat | 7         | 7  |         |                    |
| 3 | Bandera de Ecuador | Andrés Andrade / Diego Hidalgo         | 65        | 63 |         |                    |
| 4 | Bandera de Egipto  | Michael Bassem Sobhy                   | 6         | 5  | [7]     |                    |
| 4 | Bandera de Ecuador | Andrés Andrade                         | 4         | 7  | [10]    |                    |
| 5 | Bandera de Egipto  | Amr Elsayed                            | No        |    |         |                    |
| 5 | Bandera de Ecuador | Álvaro Guillén Meza                    | disputado |    |         |                    |

| | Bandera de Noruega | Noruega                            | 4         | 0 | Letonia | Bandera de Letonia |
| --- | ------------------ | ---------------------------------- | --------- | - | ------- | ------------------ |
| Gjøvik Olympic Cavern Hall, Gjøvik, Noruega 2 y 3 de febrero de 2024 (Dura, bajo techo) |                    |                                    |           |   |         |                    |
| \| 1 \| \| Viktor Durasovic \| 7 \| 6 \| \| \| 1 \| \| Robert Strombachs \| 5 \| 2 \| \| \| 2 \| \| Casper Ruud \| 6 \| 6 \| \| \| 2 \| \| Martins Rocens \| 1 \| 1 \| \| \| 3 \| \| Viktor Durasovic / Casper Ruud \| 6 \| 6 \| \| \| 3 \| \| Martins Rocens / Robert Strombachs \| 1 \| 3 \| \| \| 4 \| \| Nicolai Budkov Kjaer \| 6 \| 6 \| \| \| 4 \| \| Davis Rolis \| 3 \| 4 \| \| \| 5 \| \| Viktor Durasovic \| No \| \| \| \| 5 \| \| Martins Rocens \| disputado \| \| \| |                    |                                    |           |   |         |                    |
| 1 | Bandera de Noruega | Viktor Durasovic                   | 7         | 6 |         |                    |
| 1 | Bandera de Letonia | Robert Strombachs                  | 5         | 2 |         |                    |
| 2 | Bandera de Noruega | Casper Ruud                        | 6         | 6 |         |                    |
| 2 | Bandera de Letonia | Martins Rocens                     | 1         | 1 |         |                    |
| 3 | Bandera de Noruega | Viktor Durasovic / Casper Ruud     | 6         | 6 |         |                    |
| 3 | Bandera de Letonia | Martins Rocens / Robert Strombachs | 1         | 3 |         |                    |
| 4 | Bandera de Noruega | Nicolai Budkov Kjaer               | 6         | 6 |         |                    |
| 4 | Bandera de Letonia | Davis Rolis                        | 3         | 4 |         |                    |
| 5 | Bandera de Noruega | Viktor Durasovic                   | No        |   |         |                    |
| 5 | Bandera de Letonia | Martins Rocens                     | disputado |   |         |                    |

| | Bandera de Grecia  | Grecia                                | 4         | 0 | Rumania | Bandera de Rumania |
| --- | ------------------ | ------------------------------------- | --------- | - | ------- | ------------------ |
| Centro Olímpico Ano Liossia, Ano Liosia, Grecia 3 y 4 de febrero de 2024 (Dura, bajo techo) |                    |                                       |           |   |         |                    |
| \| 1 \| \| Stefanos Tsitsipas \| 6 \| 6 \| \| \| 1 \| \| Marius Copil \| 3 \| 4 \| \| \| 2 \| \| Aristotelis Thanos \| 4 \| 6 \| 6 \| \| 2 \| \| Nicholas David Ionel \| 6 \| 3 \| 2 \| \| 3 \| \| Petros Tsitsipas / Stefanos Tsitsipas \| 64 \| 6 \| 6 \| \| 3 \| \| Marius Copil / Victor Vlad Cornea \| 7 \| 3 \| 4 \| \| 4 \| \| Ioannis Xilas \| 6 \| 6 \| \| \| 4 \| \| Luca Preda \| 1 \| 4 \| \| \| 5 \| \| Aristotelis Thanos \| No \| \| \| \| 5 \| \| Marius Copil \| disputado \| \| \| |                    |                                       |           |   |         |                    |
| 1 | Bandera de Grecia  | Stefanos Tsitsipas                    | 6         | 6 |         |                    |
| 1 | Bandera de Rumania | Marius Copil                          | 3         | 4 |         |                    |
| 2 | Bandera de Grecia  | Aristotelis Thanos                    | 4         | 6 | 6       |                    |
| 2 | Bandera de Rumania | Nicholas David Ionel                  | 6         | 3 | 2       |                    |
| 3 | Bandera de Grecia  | Petros Tsitsipas / Stefanos Tsitsipas | 64        | 6 | 6       |                    |
| 3 | Bandera de Rumania | Marius Copil / Victor Vlad Cornea     | 7         | 3 | 4       |                    |
| 4 | Bandera de Grecia  | Ioannis Xilas                         | 6         | 6 |         |                    |
| 4 | Bandera de Rumania | Luca Preda                            | 1         | 4 |         |                    |
| 5 | Bandera de Grecia  | Aristotelis Thanos                    | No        |   |         |                    |
| 5 | Bandera de Rumania | Marius Copil                          | disputado |   |         |                    |

| | Bandera de Bulgaria             | Bulgaria                             | 1         | 3 | Bosnia y Herzegovina | Bandera de Bosnia y Herzegovina |
| --- | ------------------------------- | ------------------------------------ | --------- | - | -------------------- | ------------------------------- |
| Tennis Center Avenue, Burgas, Bulgaria 3 y 4 de febrero de 2024 (Dura, bajo techo) |                                 |                                      |           |   |                      |                                 |
| \| 1 \| \| Dimitar Kuzmanov \| 6 \| 3 \| 4 \| \| 1 \| \| Nerman Fatic \| 3 \| 6 \| 6 \| \| 2 \| \| Yanaki Milev \| 3 \| 4 \| \| \| 2 \| \| Damir Džumhur \| 6 \| 6 \| \| \| 3 \| \| Alexander Donski / Alexandar Lazarov \| 610 \| 3 \| \| \| 3 \| \| Mirza Bašić / Damir Džumhur \| 712 \| 6 \| \| \| 4 \| \| Pyotr Nesterov \| 4 \| 6 \| [10] \| \| 4 \| \| Andrej Nedić \| 6 \| 2 \| [8] \| \| 5 \| \| Yanaki Milev \| No \| \| \| \| 5 \| \| Nerman Fatic \| disputado \| \| \| |                                 |                                      |           |   |                      |                                 |
| 1 | Bandera de Bulgaria             | Dimitar Kuzmanov                     | 6         | 3 | 4                    |                                 |
| 1 | Bandera de Bosnia y Herzegovina | Nerman Fatic                         | 3         | 6 | 6                    |                                 |
| 2 | Bandera de Bulgaria             | Yanaki Milev                         | 3         | 4 |                      |                                 |
| 2 | Bandera de Bosnia y Herzegovina | Damir Džumhur                        | 6         | 6 |                      |                                 |
| 3 | Bandera de Bulgaria             | Alexander Donski / Alexandar Lazarov | 610       | 3 |                      |                                 |
| 3 | Bandera de Bosnia y Herzegovina | Mirza Bašić / Damir Džumhur          | 712       | 6 |                      |                                 |
| 4 | Bandera de Bulgaria             | Pyotr Nesterov                       | 4         | 6 | [10]                 |                                 |
| 4 | Bandera de Bosnia y Herzegovina | Andrej Nedić                         | 6         | 2 | [8]                  |                                 |
| 5 | Bandera de Bulgaria             | Yanaki Milev                         | No        |   |                      |                                 |
| 5 | Bandera de Bosnia y Herzegovina | Nerman Fatic                         | disputado |   |                      |                                 |

| | Bandera de Uzbekistán | Uzbekistán                      | 0         | 4 | Polonia | Bandera de Polonia |
| --- | --------------------- | ------------------------------- | --------- | - | ------- | ------------------ |
| Humo Arena, Taskent, Uzbekistán 2 y 3 de febrero de 2024 (Dura, bajo techo) |                       |                                 |           |   |         |                    |
| \| 1 \| \| Sergey Fomin \| 2 \| 1 \| \| \| 1 \| \| Hubert Hurkacz \| 6 \| 6 \| \| \| 2 \| \| Khumoun Sultanov \| 3 \| 1 \| \| \| 2 \| \| Maks Kasnikowski \| 6 \| 6 \| \| \| 3 \| \| Sergey Fomin / Khumoun Sultanov \| 61 \| 4 \| \| \| 3 \| \| Hubert Hurkacz / Jan Zieliński \| 7 \| 6 \| \| \| 4 \| \| Maxim Shin \| 1 \| 1 \| \| \| 4 \| \| Kamil Majchrzak \| 6 \| 6 \| \| \| 5 \| \| Sergey Fomin \| No \| \| \| \| 5 \| \| Maks Kasnikowski \| disputado \| \| \| |                       |                                 |           |   |         |                    |
| 1 | Bandera de Uzbekistán | Sergey Fomin                    | 2         | 1 |         |                    |
| 1 | Bandera de Polonia    | Hubert Hurkacz                  | 6         | 6 |         |                    |
| 2 | Bandera de Uzbekistán | Khumoun Sultanov                | 3         | 1 |         |                    |
| 2 | Bandera de Polonia    | Maks Kasnikowski                | 6         | 6 |         |                    |
| 3 | Bandera de Uzbekistán | Sergey Fomin / Khumoun Sultanov | 61        | 4 |         |                    |
| 3 | Bandera de Polonia    | Hubert Hurkacz / Jan Zieliński  | 7         | 6 |         |                    |
| 4 | Bandera de Uzbekistán | Maxim Shin                      | 1         | 1 |         |                    |
| 4 | Bandera de Polonia    | Kamil Majchrzak                 | 6         | 6 |         |                    |
| 5 | Bandera de Uzbekistán | Sergey Fomin                    | No        |   |         |                    |
| 5 | Bandera de Polonia    | Maks Kasnikowski                | disputado |   |         |                    |

| | Bandera de Nueva Zelanda | Nueva Zelanda                  | 1         | 3 | Turquía | Bandera de Turquía |
| --- | ------------------------ | ------------------------------ | --------- | - | ------- | ------------------ |
| ASB Tennis Arena, Auckland, Nueva Zelanda 2 y 3 de febrero de 2024 (Dura) |                          |                                |           |   |         |                    |
| \| 1 \| \| Kiranpal Pannu \| 6 \| 6 \| \| \| 1 \| \| Cem Ilkel \| 3 \| 2 \| \| \| 2 \| \| Ajeet Rai \| 7 \| 2 \| 4 \| \| 2 \| \| Yankı Erel \| 65 \| 6 \| 6 \| \| 3 \| \| Marcus Daniell / Finn Reynolds \| 6 \| 3 \| 65 \| \| 3 \| \| Altuğ Çelikbilek / Ergi Kırkın \| 3 \| 6 \| 7 \| \| 4 \| \| Ajeet Rai \| 3 \| 2 \| \| \| 4 \| \| Altuğ Çelikbilek \| 6 \| 6 \| \| \| 5 \| \| Kiranpal Pannu \| No \| \| \| \| 5 \| \| Yankı Erel \| disputado \| \| \| |                          |                                |           |   |         |                    |
| 1 | Bandera de Nueva Zelanda | Kiranpal Pannu                 | 6         | 6 |         |                    |
| 1 | Bandera de Turquía       | Cem Ilkel                      | 3         | 2 |         |                    |
| 2 | Bandera de Nueva Zelanda | Ajeet Rai                      | 7         | 2 | 4       |                    |
| 2 | Bandera de Turquía       | Yankı Erel                     | 65        | 6 | 6       |                    |
| 3 | Bandera de Nueva Zelanda | Marcus Daniell / Finn Reynolds | 6         | 3 | 65      |                    |
| 3 | Bandera de Turquía       | Altuğ Çelikbilek / Ergi Kırkın | 3         | 6 | 7       |                    |
| 4 | Bandera de Nueva Zelanda | Ajeet Rai                      | 3         | 2 |         |                    |
| 4 | Bandera de Turquía       | Altuğ Çelikbilek               | 6         | 6 |         |                    |
| 5 | Bandera de Nueva Zelanda | Kiranpal Pannu                 | No        |   |         |                    |
| 5 | Bandera de Turquía       | Yankı Erel                     | disputado |   |         |                    |

| | Bandera de México    | México                                        | 1         | 3  | Dinamarca | Bandera de Dinamarca |
| --- | -------------------- | --------------------------------------------- | --------- | -- | --------- | -------------------- |
| Club Hacienda San Javier, Zapopan, México 3 y 4 de febrero de 2024 (Tierra batida) |                      |                                               |           |    |           |                      |
| \| 1 \| \| Ernesto Escobedo \| 7 \| 2 \| 2 \| \| 1 \| \| Elmer Møller \| 5 \| 6 \| 6 \| \| 2 \| \| Rodrigo Pacheco Méndez \| 7 \| 62 \| 6 \| \| 2 \| \| August Holmgren \| 65 \| 7 \| 3 \| \| 3 \| \| Hans Hach Verdugo / Miguel Ángel Reyes Varela \| 61 \| 7 \| 4 \| \| 3 \| \| August Holmgren / Johannes Ingildsen \| 7 \| 61 \| 6 \| \| 4 \| \| Ernesto Escobedo \| 4 \| 4 \| \| \| 4 \| \| August Holmgren \| 6 \| 6 \| \| \| 5 \| \| Rodrigo Pacheco Méndez \| No \| \| \| \| 5 \| \| Elmer Møller \| disputado \| \| \| |                      |                                               |           |    |           |                      |
| 1 | Bandera de México    | Ernesto Escobedo                              | 7         | 2  | 2         |                      |
| 1 | Bandera de Dinamarca | Elmer Møller                                  | 5         | 6  | 6         |                      |
| 2 | Bandera de México    | Rodrigo Pacheco Méndez                        | 7         | 62 | 6         |                      |
| 2 | Bandera de Dinamarca | August Holmgren                               | 65        | 7  | 3         |                      |
| 3 | Bandera de México    | Hans Hach Verdugo / Miguel Ángel Reyes Varela | 61        | 7  | 4         |                      |
| 3 | Bandera de Dinamarca | August Holmgren / Johannes Ingildsen          | 7         | 61 | 6         |                      |
| 4 | Bandera de México    | Ernesto Escobedo                              | 4         | 4  |           |                      |
| 4 | Bandera de Dinamarca | August Holmgren                               | 6         | 6  |           |                      |
| 5 | Bandera de México    | Rodrigo Pacheco Méndez                        | No        |    |           |                      |
| 5 | Bandera de Dinamarca | Elmer Møller                                  | disputado |    |           |                      |

| | Bandera de Pakistán | Pakistán                      | 0         | 4  | India | Bandera de la India |
| --- | ------------------- | ----------------------------- | --------- | -- | ----- | ------------------- |
| Pakistan Sports Complex, Islamabad, Pakistán 3 y 4 de febrero de 2024 (Hierba) |                     |                               |           |    |       |                     |
| \| 1 \| \| Aisam-ul-Haq Qureshi \| 7 \| 64 \| 0 \| \| 1 \| \| Ramkumar Ramanathan \| 63 \| 7 \| 6 \| \| 2 \| \| Aqeel Khan \| 5 \| 3 \| \| \| 2 \| \| N. Sriram Balaji \| 7 \| 6 \| \| \| 3 \| \| Aqeel Khan / Muzammil Murtaza \| 2 \| 65 \| \| \| 3 \| \| Yuki Bhambri / Saketh Myneni \| 6 \| 7 \| \| \| 4 \| \| Muhammad Shoaib \| 3 \| 4 \| \| \| 4 \| \| Niki Kaliyanda Poonacha \| 6 \| 6 \| \| \| 5 \| \| Aisam-ul-Haq Qureshi \| No \| \| \| \| 5 \| \| N. Sriram Balaji \| disputado \| \| \| |                     |                               |           |    |       |                     |
| 1 | Bandera de Pakistán | Aisam-ul-Haq Qureshi          | 7         | 64 | 0     |                     |
| 1 | Bandera de la India | Ramkumar Ramanathan           | 63        | 7  | 6     |                     |
| 2 | Bandera de Pakistán | Aqeel Khan                    | 5         | 3  |       |                     |
| 2 | Bandera de la India | N. Sriram Balaji              | 7         | 6  |       |                     |
| 3 | Bandera de Pakistán | Aqeel Khan / Muzammil Murtaza | 2         | 65 |       |                     |
| 3 | Bandera de la India | Yuki Bhambri / Saketh Myneni  | 6         | 7  |       |                     |
| 4 | Bandera de Pakistán | Muhammad Shoaib               | 3         | 4  |       |                     |
| 4 | Bandera de la India | Niki Kaliyanda Poonacha       | 6         | 6  |       |                     |
| 5 | Bandera de Pakistán | Aisam-ul-Haq Qureshi          | No        |    |       |                     |
| 5 | Bandera de la India | N. Sriram Balaji              | disputado |    |       |                     |

| | Bandera de Lituania | Lituania                                 | 3  | 2 | Georgia | Bandera de Georgia |
| --- | ------------------- | ---------------------------------------- | -- | - | ------- | ------------------ |
| SEB Arena, Vilna, Lituania 3 y 4 de febrero de 2024 (Dura, bajo techo) |                     |                                          |    |   |         |                    |
| \| 1 \| \| Vilius Gaubas \| 3 \| 6 \| 5 \| \| 1 \| \| Saba Purtseladze \| 6 \| 1 \| 7 \| \| 2 \| \| Ričardas Berankis \| 6 \| 6 \| \| \| 2 \| \| Zura Tkemaladze \| 2 \| 2 \| \| \| 3 \| \| Tadas Babelis / Edas Butvilas \| 5 \| 6 \| 4 \| \| 3 \| \| Aleksandre Bakshi / Aleksandre Metreveli \| 7 \| 4 \| 6 \| \| 4 \| \| Ričardas Berankis \| 7 \| 3 \| 79 \| \| 4 \| \| Saba Purtseladze \| 65 \| 6 \| 67 \| \| 5 \| \| Vilius Gaubas \| 7 \| 6 \| \| \| 5 \| \| Zura Tkemaladze \| 5 \| 3 \| \| |                     |                                          |    |   |         |                    |
| 1 | Bandera de Lituania | Vilius Gaubas                            | 3  | 6 | 5       |                    |
| 1 | Bandera de Georgia  | Saba Purtseladze                         | 6  | 1 | 7       |                    |
| 2 | Bandera de Lituania | Ričardas Berankis                        | 6  | 6 |         |                    |
| 2 | Bandera de Georgia  | Zura Tkemaladze                          | 2  | 2 |         |                    |
| 3 | Bandera de Lituania | Tadas Babelis / Edas Butvilas            | 5  | 6 | 4       |                    |
| 3 | Bandera de Georgia  | Aleksandre Bakshi / Aleksandre Metreveli | 7  | 4 | 6       |                    |
| 4 | Bandera de Lituania | Ričardas Berankis                        | 7  | 3 | 79      |                    |
| 4 | Bandera de Georgia  | Saba Purtseladze                         | 65 | 6 | 67      |                    |
| 5 | Bandera de Lituania | Vilius Gaubas                            | 7  | 6 |         |                    |
| 5 | Bandera de Georgia  | Zura Tkemaladze                          | 5  | 3 |         |                    |

### Grupo Mundial II
Fechas: 13 al 15 de septiembre de 2024
- 12 equipos ganadores del Play-offs Grupo Mundial II de 2024.
- 12 equipos perdedores del Play-offs Grupo Mundial I de 2024.

| Equipos participantes | Equipos participantes | Equipos participantes | Equipos participantes | Equipos participantes | Equipos participantes |
| · Barbados            | · Bolivia             | · Bulgaria            | · China               | · Ecuador             | · El Salvador         |
| · Estonia             | · Georgia             | · Hong Kong           | · Irlanda             | · Letonia             | · Líbano              |
| · Luxemburgo          | · Marruecos           | · México              | · Mónaco              | · Nueva Zelanda       | · Pakistán            |
| · Rumania             | · Sudáfrica           | · Togo                | · Túnez               | · Uruguay             | · Uzbekistán          |
| --------------------- | --------------------- | --------------------- | --------------------- | --------------------- | --------------------- |

| | Bandera de Rumania                    | Rumania                      | 3  | 2  | China | Bandera de la República Popular China |
| --- | ------------------------------------- | ---------------------------- | -- | -- | ----- | ------------------------------------- |
| Pabellón Polivalente de Craiova, Craiova, Rumania 13 al 14 de septiembre de 2024 (Dura, bajo techo) |                                       |                              |    |    |       |                                       |
| \| 1 \| \| Cezar Cretu \| 3 \| 6 \| 7 \| \| 1 \| \| Yunchaokete Bu \| 6 \| 4 \| 64 \| \| 2 \| \| Gabi Adrian Boitan \| 7 \| 6 \| \| \| 2 \| \| Yi Zhou \| 64 \| 2 \| \| \| 3 \| \| Victor Cornea / Bogdan Pavel \| 4 \| 4 \| \| \| 3 \| \| Fajing Sun / Rigele Te \| 6 \| 6 \| \| \| 4 \| \| Gabi Adrian Boitan \| 3 \| 63 \| \| \| 4 \| \| Yunchaokete Bu \| 6 \| 7 \| \| \| 5 \| \| Cezar Cretu \| 3 \| 6 \| 6 \| \| 5 \| \| Rigele Te \| 6 \| 3 \| 3 \| |                                       |                              |    |    |       |                                       |
| 1 | Bandera de Rumania                    | Cezar Cretu                  | 3  | 6  | 7     |                                       |
| 1 | Bandera de la República Popular China | Yunchaokete Bu               | 6  | 4  | 64    |                                       |
| 2 | Bandera de Rumania                    | Gabi Adrian Boitan           | 7  | 6  |       |                                       |
| 2 | Bandera de la República Popular China | Yi Zhou                      | 64 | 2  |       |                                       |
| 3 | Bandera de Rumania                    | Victor Cornea / Bogdan Pavel | 4  | 4  |       |                                       |
| 3 | Bandera de la República Popular China | Fajing Sun / Rigele Te       | 6  | 6  |       |                                       |
| 4 | Bandera de Rumania                    | Gabi Adrian Boitan           | 3  | 63 |       |                                       |
| 4 | Bandera de la República Popular China | Yunchaokete Bu               | 6  | 7  |       |                                       |
| 5 | Bandera de Rumania                    | Cezar Cretu                  | 3  | 6  | 6     |                                       |
| 5 | Bandera de la República Popular China | Rigele Te                    | 6  | 3  | 3     |                                       |

| | Bandera de Hong Kong | Hong Kong                       | 2  | 3 | Ecuador | Bandera de Ecuador |
| --- | -------------------- | ------------------------------- | -- | - | ------- | ------------------ |
| Victoria Park Tennis Centre, Hong Kong, China 14 al 15 de septiembre de 2024 (Dura) |                      |                                 |    |   |         |                    |
| \| 1 \| \| Jack Cheng \| 1 \| 1 \| \| \| 1 \| \| Andrés Andrade \| 6 \| 6 \| \| \| 2 \| \| Coleman Wong \| 6 \| 3 \| 6 \| \| 2 \| \| Marcos Lee Chan Baratau \| 3 \| 6 \| 1 \| \| 3 \| \| Chun Hun Wong / Coleman Wong \| 64 \| 3 \| \| \| 3 \| \| Gonzalo Escobar / Diego Hidalgo \| 7 \| 6 \| \| \| 4 \| \| Coleman Wong \| 6 \| 6 \| \| \| 4 \| \| Andrés Andrade \| 4 \| 2 \| \| \| 5 \| \| Ki Lung Ng \| 1 \| 3 \| \| \| 5 \| \| Gonzalo Escobar \| 6 \| 6 \| \| |                      |                                 |    |   |         |                    |
| 1 | Bandera de Hong Kong | Jack Cheng                      | 1  | 1 |         |                    |
| 1 | Bandera de Ecuador   | Andrés Andrade                  | 6  | 6 |         |                    |
| 2 | Bandera de Hong Kong | Coleman Wong                    | 6  | 3 | 6       |                    |
| 2 | Bandera de Ecuador   | Marcos Lee Chan Baratau         | 3  | 6 | 1       |                    |
| 3 | Bandera de Hong Kong | Chun Hun Wong / Coleman Wong    | 64 | 3 |         |                    |
| 3 | Bandera de Ecuador   | Gonzalo Escobar / Diego Hidalgo | 7  | 6 |         |                    |
| 4 | Bandera de Hong Kong | Coleman Wong                    | 6  | 6 |         |                    |
| 4 | Bandera de Ecuador   | Andrés Andrade                  | 4  | 2 |         |                    |
| 5 | Bandera de Hong Kong | Ki Lung Ng                      | 1  | 3 |         |                    |
| 5 | Bandera de Ecuador   | Gonzalo Escobar                 | 6  | 6 |         |                    |

| | Bandera de Uzbekistán | Uzbekistán                       | 3         | 1 | Estonia | Bandera de Estonia |
| --- | --------------------- | -------------------------------- | --------- | - | ------- | ------------------ |
| Sakhovat Sport Servis, Taskent, Uzbekistán 13 al 14 de septiembre de 2024 (Dura) |                       |                                  |           |   |         |                    |
| \| 1 \| \| Sergey Fomin \| 4 \| 6 \| 6 \| \| 1 \| \| Mark Lajal \| 6 \| 4 \| 78 \| \| 2 \| \| Khumoyun Sultanov \| 7 \| 6 \| \| \| 2 \| \| Kristjan Tamm \| 62 \| 4 \| \| \| 3 \| \| Sergey Fomin / Khumoyun Sultanov \| 6 \| 6 \| \| \| 3 \| \| Johannes Seeman / Siim Troost \| 0 \| 4 \| \| \| 4 \| \| Khumoyun Sultanov \| 6 \| 6 \| \| \| 4 \| \| Mark Lajal \| 4 \| 1 \| \| \| 5 \| \| Sergey Fomin \| No \| \| \| \| 5 \| \| Kristjan Tamm \| disputado \| \| \| |                       |                                  |           |   |         |                    |
| 1 | Bandera de Uzbekistán | Sergey Fomin                     | 4         | 6 | 6       |                    |
| 1 | Bandera de Estonia    | Mark Lajal                       | 6         | 4 | 78      |                    |
| 2 | Bandera de Uzbekistán | Khumoyun Sultanov                | 7         | 6 |         |                    |
| 2 | Bandera de Estonia    | Kristjan Tamm                    | 62        | 4 |         |                    |
| 3 | Bandera de Uzbekistán | Sergey Fomin / Khumoyun Sultanov | 6         | 6 |         |                    |
| 3 | Bandera de Estonia    | Johannes Seeman / Siim Troost    | 0         | 4 |         |                    |
| 4 | Bandera de Uzbekistán | Khumoyun Sultanov                | 6         | 6 |         |                    |
| 4 | Bandera de Estonia    | Mark Lajal                       | 4         | 1 |         |                    |
| 5 | Bandera de Uzbekistán | Sergey Fomin                     | No        |   |         |                    |
| 5 | Bandera de Estonia    | Kristjan Tamm                    | disputado |   |         |                    |

| | Bandera de Bulgaria    | Bulgaria                          | 3 | 2  | El Salvador | Bandera de El Salvador |
| --- | ---------------------- | --------------------------------- | - | -- | ----------- | ---------------------- |
| TC Lokomotiv, Plovdiv, Bulgaria 14 al 15 de septiembre de 2024 (Tierra batida) |                        |                                   |   |    |             |                        |
| \| 1 \| \| Pyotr Nesterov \| 3 \| 3 \| \| \| 1 \| \| Marcelo Arévalo \| 6 \| 6 \| \| \| 2 \| \| Yanaki Milev \| 6 \| 4 \| 6 \| \| 2 \| \| Cesar Cruz \| 3 \| 6 \| 3 \| \| 3 \| \| Alexander Donski / Pyotr Nesterov \| 7 \| 64 \| 3 \| \| 3 \| \| Marcelo Arévalo / Cesar Cruz \| 5 \| 7 \| 6 \| \| 4 \| \| Iliyan Radulov \| 6 \| 6 \| \| \| 4 \| \| Juan Carlos Fuentes Vasquez \| 1 \| 2 \| \| \| 5 \| \| Yanaki Milev \| 2 \| 6 \| 78 \| \| 5 \| \| Marcelo Arévalo \| 6 \| 1 \| 6 \| |                        |                                   |   |    |             |                        |
| 1 | Bandera de Bulgaria    | Pyotr Nesterov                    | 3 | 3  |             |                        |
| 1 | Bandera de El Salvador | Marcelo Arévalo                   | 6 | 6  |             |                        |
| 2 | Bandera de Bulgaria    | Yanaki Milev                      | 6 | 4  | 6           |                        |
| 2 | Bandera de El Salvador | Cesar Cruz                        | 3 | 6  | 3           |                        |
| 3 | Bandera de Bulgaria    | Alexander Donski / Pyotr Nesterov | 7 | 64 | 3           |                        |
| 3 | Bandera de El Salvador | Marcelo Arévalo / Cesar Cruz      | 5 | 7  | 6           |                        |
| 4 | Bandera de Bulgaria    | Iliyan Radulov                    | 6 | 6  |             |                        |
| 4 | Bandera de El Salvador | Juan Carlos Fuentes Vasquez       | 1 | 2  |             |                        |
| 5 | Bandera de Bulgaria    | Yanaki Milev                      | 2 | 6  | 78          |                        |
| 5 | Bandera de El Salvador | Marcelo Arévalo                   | 6 | 1  | 6           |                        |

| | Bandera de Barbados | Barbados                          | 3         | 1  | Pakistán | Bandera de Pakistán |
| --- | ------------------- | --------------------------------- | --------- | -- | -------- | ------------------- |
| National Tennis Center, Bridgetown, Barbados 14 al 15 de septiembre de 2024 (Dura) |                     |                                   |           |    |          |                     |
| \| 1 \| \| Darian King \| 6 \| 6 \| \| \| 1 \| \| Muhammad Shoaib \| 3 \| 0 \| \| \| 2 \| \| Kaipo Marshall \| 6 \| 1 \| 4 \| \| 2 \| \| Aqeel Khan \| 3 \| 6 \| 6 \| \| 3 \| \| Darian King / Haydn Lewis \| 7 \| 61 \| 6 \| \| 3 \| \| Aqeel Khan / Aisam-ul-Haq Qureshi \| 63 \| 7 \| 2 \| \| 4 \| \| Darian King \| 6 \| 6 \| \| \| 4 \| \| Yousaf Khalil \| 3 \| 0 \| \| \| 5 \| \| Kaipo Marshall \| No \| \| \| \| 5 \| \| Muhammad Shoaib \| disputado \| \| \| |                     |                                   |           |    |          |                     |
| 1 | Bandera de Barbados | Darian King                       | 6         | 6  |          |                     |
| 1 | Bandera de Pakistán | Muhammad Shoaib                   | 3         | 0  |          |                     |
| 2 | Bandera de Barbados | Kaipo Marshall                    | 6         | 1  | 4        |                     |
| 2 | Bandera de Pakistán | Aqeel Khan                        | 3         | 6  | 6        |                     |
| 3 | Bandera de Barbados | Darian King / Haydn Lewis         | 7         | 61 | 6        |                     |
| 3 | Bandera de Pakistán | Aqeel Khan / Aisam-ul-Haq Qureshi | 63        | 7  | 2        |                     |
| 4 | Bandera de Barbados | Darian King                       | 6         | 6  |          |                     |
| 4 | Bandera de Pakistán | Yousaf Khalil                     | 3         | 0  |          |                     |
| 5 | Bandera de Barbados | Kaipo Marshall                    | No        |    |          |                     |
| 5 | Bandera de Pakistán | Muhammad Shoaib                   | disputado |    |          |                     |

| | Bandera de Togo    | Togo                                  | 4         | 0 | Letonia | Bandera de Letonia |
| --- | ------------------ | ------------------------------------- | --------- | - | ------- | ------------------ |
| Stade Omnisport De Lome, Lomé, Togo 14 al 15 de septiembre de 2024 (Dura) |                    |                                       |           |   |         |                    |
| \| 1 \| \| Thomas Setojdi \| 6 \| 6 \| \| \| 1 \| \| Davis Rolis \| 4 \| 3 \| \| \| 2 \| \| Liova Ajavon \| 7 \| 6 \| \| \| 2 \| \| Daniels Tens \| 5 \| 3 \| \| \| 3 \| \| Hod'abalo isak Padio / Thomas Setojdi \| 7 \| 6 \| \| \| 3 \| \| Rihards Neimanis / Davis Rolis \| 65 \| 1 \| \| \| 4 \| \| Thomas Setojdi \| 7 \| 6 \| \| \| 4 \| \| Daniels Tens \| 64 \| 4 \| \| \| 5 \| \| Liova Ajavon \| No \| \| \| \| 5 \| \| Davis Rolis \| disputado \| \| \| |                    |                                       |           |   |         |                    |
| 1 | Bandera de Togo    | Thomas Setojdi                        | 6         | 6 |         |                    |
| 1 | Bandera de Letonia | Davis Rolis                           | 4         | 3 |         |                    |
| 2 | Bandera de Togo    | Liova Ajavon                          | 7         | 6 |         |                    |
| 2 | Bandera de Letonia | Daniels Tens                          | 5         | 3 |         |                    |
| 3 | Bandera de Togo    | Hod'abalo isak Padio / Thomas Setojdi | 7         | 6 |         |                    |
| 3 | Bandera de Letonia | Rihards Neimanis / Davis Rolis        | 65        | 1 |         |                    |
| 4 | Bandera de Togo    | Thomas Setojdi                        | 7         | 6 |         |                    |
| 4 | Bandera de Letonia | Daniels Tens                          | 64        | 4 |         |                    |
| 5 | Bandera de Togo    | Liova Ajavon                          | No        |   |         |                    |
| 5 | Bandera de Letonia | Davis Rolis                           | disputado |   |         |                    |

| | Bandera de Georgia | Georgia                                     | 3  | 2  | México | Bandera de México |
| --- | ------------------ | ------------------------------------------- | -- | -- | ------ | ----------------- |
| Alex Metreveli Tennis Complex, Tiflis, Georgia 14 al 15 de septiembre de 2024 (Dura) |                    |                                             |    |    |        |                   |
| \| 1 \| \| Saba Purtseladze \| 63 \| 4 \| \| \| 1 \| \| Alan Fernando Rubio Fierros \| 7 \| 6 \| \| \| 2 \| \| Aleksandre Bakshi \| 7 \| 7 \| \| \| 2 \| \| Rodrigo Pacheco \| 62 \| 65 \| \| \| 3 \| \| Aleksandre Bakshi / Zura Tkemaladze \| 6 \| 1 \| 6 \| \| 3 \| \| Rodrigo Pacheco / Miguel Ángel Reyes Varela \| 2 \| 6 \| 3 \| \| 4 \| \| Saba Purtseladze \| 2 \| 1r \| \| \| 4 \| \| Rodrigo Pacheco \| 6 \| 2 \| \| \| 5 \| \| Aleksandre Bakshi \| 6 \| 7 \| \| \| 5 \| \| Alan Fernando Rubio Fierros \| 3 \| 66 \| \| |                    |                                             |    |    |        |                   |
| 1 | Bandera de Georgia | Saba Purtseladze                            | 63 | 4  |        |                   |
| 1 | Bandera de México  | Alan Fernando Rubio Fierros                 | 7  | 6  |        |                   |
| 2 | Bandera de Georgia | Aleksandre Bakshi                           | 7  | 7  |        |                   |
| 2 | Bandera de México  | Rodrigo Pacheco                             | 62 | 65 |        |                   |
| 3 | Bandera de Georgia | Aleksandre Bakshi / Zura Tkemaladze         | 6  | 1  | 6      |                   |
| 3 | Bandera de México  | Rodrigo Pacheco / Miguel Ángel Reyes Varela | 2  | 6  | 3      |                   |
| 4 | Bandera de Georgia | Saba Purtseladze                            | 2  | 1r |        |                   |
| 4 | Bandera de México  | Rodrigo Pacheco                             | 6  | 2  |        |                   |
| 5 | Bandera de Georgia | Aleksandre Bakshi                           | 6  | 7  |        |                   |
| 5 | Bandera de México  | Alan Fernando Rubio Fierros                 | 3  | 66 |        |                   |

| | Bandera de Nueva Zelanda | Nueva Zelanda                 | 2 | 3   | Luxemburgo | Bandera de Luxemburgo |
| --- | ------------------------ | ----------------------------- | - | --- | ---------- | --------------------- |
| Fly Palmy Arena, Palmerston North, Nueva Zelanda 14 al 15 de septiembre de 2024 (Dura, bajo techo) |                          |                               |   |     |            |                       |
| \| 1 \| \| Kiranpal Pannu \| 1 \| 710 \| 5 \| \| 1 \| \| Alex Knaff \| 6 \| 68 \| 7 \| \| 2 \| \| Ajeet Rai \| 2 \| 4 \| \| \| 2 \| \| Chris Rodesch \| 6 \| 6 \| \| \| 3 \| \| Ajeet Rai / Finn Reynolds \| 6 \| 6 \| \| \| 3 \| \| Raphael Calzi / Gilles Kremer \| 3 \| 2 \| \| \| 4 \| \| Jack Loutit \| 7 \| 6 \| \| \| 4 \| \| Chris Rodesch \| 5 \| 4 \| \| \| 5 \| \| Jose Rubin Statham \| 3 \| 2 \| \| \| 5 \| \| Alex Knaff \| 6 \| 6 \| \| |                          |                               |   |     |            |                       |
| 1 | Bandera de Nueva Zelanda | Kiranpal Pannu                | 1 | 710 | 5          |                       |
| 1 | Bandera de Luxemburgo    | Alex Knaff                    | 6 | 68  | 7          |                       |
| 2 | Bandera de Nueva Zelanda | Ajeet Rai                     | 2 | 4   |            |                       |
| 2 | Bandera de Luxemburgo    | Chris Rodesch                 | 6 | 6   |            |                       |
| 3 | Bandera de Nueva Zelanda | Ajeet Rai / Finn Reynolds     | 6 | 6   |            |                       |
| 3 | Bandera de Luxemburgo    | Raphael Calzi / Gilles Kremer | 3 | 2   |            |                       |
| 4 | Bandera de Nueva Zelanda | Jack Loutit                   | 7 | 6   |            |                       |
| 4 | Bandera de Luxemburgo    | Chris Rodesch                 | 5 | 4   |            |                       |
| 5 | Bandera de Nueva Zelanda | Jose Rubin Statham            | 3 | 2   |            |                       |
| 5 | Bandera de Luxemburgo    | Alex Knaff                    | 6 | 6   |            |                       |

| | Bandera de Túnez   | Túnez                          | 3  | 2 | Irlanda | Bandera de Irlanda |
| --- | ------------------ | ------------------------------ | -- | - | ------- | ------------------ |
| Tennis Club de l'Avenir Sportif de la Marsa, La Marsa, Túnez 14 al 15 de septiembre de 2024 (Tierra batida) |                    |                                |    |   |         |                    |
| \| 1 \| \| Skander Mansouri \| 65 \| 3 \| \| \| 1 \| \| Michael Agwi \| 7 \| 6 \| \| \| 2 \| \| Aziz Dougaz \| 6 \| 6 \| \| \| 2 \| \| Conor Gannon \| 3 \| 1 \| \| \| 3 \| \| Skander Mansouri / Aziz Ouakaa \| 7 \| 6 \| \| \| 3 \| \| Michael Agwi / Conor Gannon \| 64 \| 3 \| \| \| 4 \| \| Aziz Dougaz \| 3 \| 4 \| \| \| 4 \| \| Michael Agwi \| 6 \| 6 \| \| \| 5 \| \| Skander Mansouri \| 6 \| 6 \| \| \| 5 \| \| Conor Gannon \| 3 \| 1 \| \| |                    |                                |    |   |         |                    |
| 1 | Bandera de Túnez   | Skander Mansouri               | 65 | 3 |         |                    |
| 1 | Bandera de Irlanda | Michael Agwi                   | 7  | 6 |         |                    |
| 2 | Bandera de Túnez   | Aziz Dougaz                    | 6  | 6 |         |                    |
| 2 | Bandera de Irlanda | Conor Gannon                   | 3  | 1 |         |                    |
| 3 | Bandera de Túnez   | Skander Mansouri / Aziz Ouakaa | 7  | 6 |         |                    |
| 3 | Bandera de Irlanda | Michael Agwi / Conor Gannon    | 64 | 3 |         |                    |
| 4 | Bandera de Túnez   | Aziz Dougaz                    | 3  | 4 |         |                    |
| 4 | Bandera de Irlanda | Michael Agwi                   | 6  | 6 |         |                    |
| 5 | Bandera de Túnez   | Skander Mansouri               | 6  | 6 |         |                    |
| 5 | Bandera de Irlanda | Conor Gannon                   | 3  | 1 |         |                    |

| | Bandera de Líbano    | Líbano                        | 3         | 1 | Sudáfrica | Bandera de Sudáfrica |
| --- | -------------------- | ----------------------------- | --------- | - | --------- | -------------------- |
| Palm Hills Sports Club, El Cairo, Egipto 14 al 15 de septiembre de 2024 (Tierra batida) |                      |                               |           |   |           |                      |
| \| 1 \| \| Benjamin Hassan \| 6 \| 6 \| \| \| 1 \| \| Alec Beckley \| 4 \| 2 \| \| \| 2 \| \| Hady Habib \| 6 \| 3 \| 7 \| \| 2 \| \| Philip Henning \| 4 \| 6 \| 63 \| \| 3 \| \| Hady Habib / Benjamin Hassan \| 65 \| 3 \| \| \| 3 \| \| Alec Beckley / Philip Henning \| 7 \| 6 \| \| \| 4 \| \| Benjamin Hassan \| 6 \| 6 \| \| \| 4 \| \| Philip Henning \| 2 \| 3 \| \| \| 5 \| \| Hady Habib \| No \| \| \| \| 5 \| \| Alec Beckley \| disputado \| \| \| |                      |                               |           |   |           |                      |
| 1 | Bandera de Líbano    | Benjamin Hassan               | 6         | 6 |           |                      |
| 1 | Bandera de Sudáfrica | Alec Beckley                  | 4         | 2 |           |                      |
| 2 | Bandera de Líbano    | Hady Habib                    | 6         | 3 | 7         |                      |
| 2 | Bandera de Sudáfrica | Philip Henning                | 4         | 6 | 63        |                      |
| 3 | Bandera de Líbano    | Hady Habib / Benjamin Hassan  | 65        | 3 |           |                      |
| 3 | Bandera de Sudáfrica | Alec Beckley / Philip Henning | 7         | 6 |           |                      |
| 4 | Bandera de Líbano    | Benjamin Hassan               | 6         | 6 |           |                      |
| 4 | Bandera de Sudáfrica | Philip Henning                | 2         | 3 |           |                      |
| 5 | Bandera de Líbano    | Hady Habib                    | No        |   |           |                      |
| 5 | Bandera de Sudáfrica | Alec Beckley                  | disputado |   |           |                      |

| | Bandera de Marruecos | Marruecos                                   | 0         | 4  | Mónaco | Bandera de Mónaco |
| --- | -------------------- | ------------------------------------------- | --------- | -- | ------ | ----------------- |
| Royal Tennis Club, Marrakech, Marruecos 14 al 15 de septiembre de 2024 (Dura, bajo techo) |                      |                                             |           |    |        |                   |
| \| 1 \| \| Yassine Dlimi \| 4 \| 64 \| \| \| 1 \| \| Hugo Nys \| 6 \| 7 \| \| \| 2 \| \| Elliot Benchetrit \| 6 \| 5 \| 3 \| \| 2 \| \| Romain Arneodo \| 4 \| 7 \| 6 \| \| 3 \| \| Elliot Benchetrit / Younes Lalami Laaroussi \| 2 \| 5 \| \| \| 3 \| \| Romain Arneodo / Hugo Nys \| 6 \| 7 \| \| \| 4 \| \| Younes Lalami Laaroussi \| 3 \| 3 \| \| \| 4 \| \| Benjamin Balleret \| 6 \| 6 \| \| \| 5 \| \| Yassine Dlimi \| No \| \| \| \| 5 \| \| Romain Arneodo \| disputado \| \| \| |                      |                                             |           |    |        |                   |
| 1 | Bandera de Marruecos | Yassine Dlimi                               | 4         | 64 |        |                   |
| 1 | Bandera de Mónaco    | Hugo Nys                                    | 6         | 7  |        |                   |
| 2 | Bandera de Marruecos | Elliot Benchetrit                           | 6         | 5  | 3      |                   |
| 2 | Bandera de Mónaco    | Romain Arneodo                              | 4         | 7  | 6      |                   |
| 3 | Bandera de Marruecos | Elliot Benchetrit / Younes Lalami Laaroussi | 2         | 5  |        |                   |
| 3 | Bandera de Mónaco    | Romain Arneodo / Hugo Nys                   | 6         | 7  |        |                   |
| 4 | Bandera de Marruecos | Younes Lalami Laaroussi                     | 3         | 3  |        |                   |
| 4 | Bandera de Mónaco    | Benjamin Balleret                           | 6         | 6  |        |                   |
| 5 | Bandera de Marruecos | Yassine Dlimi                               | No        |    |        |                   |
| 5 | Bandera de Mónaco    | Romain Arneodo                              | disputado |    |        |                   |

| | Bandera de Bolivia | Bolivia                         | 1         | 3 | Uruguay | Bandera de Uruguay |
| --- | ------------------ | ------------------------------- | --------- | - | ------- | ------------------ |
| Las Palmas Country Club, Santa Cruz de la Sierra, Bolivia 14 al 15 de septiembre de 2024 (Tierra batida) |                    |                                 |           |   |         |                    |
| \| 1 \| \| Hugo Dellien \| 6 \| 6 \| \| \| 1 \| \| Joaquin Aguilar Cardozo \| 2 \| 3 \| \| \| 2 \| \| Murkel Dellien \| 2 \| 2 \| \| \| 2 \| \| Franco Roncadelli \| 6 \| 6 \| \| \| 3 \| \| Boris Arias / Federico Zeballos \| 3 \| 6 \| 3 \| \| 3 \| \| Ariel Behar / Ignacio Carou \| 6 \| 1 \| 6 \| \| 4 \| \| Hugo Dellien \| 6 \| 3 \| 2 \| \| 4 \| \| Franco Roncadelli \| 2 \| 6 \| 6 \| \| 5 \| \| Murkel Dellien \| No \| \| \| \| 5 \| \| Joaquin Aguilar Cardozo \| disputado \| \| \| |                    |                                 |           |   |         |                    |
| 1 | Bandera de Bolivia | Hugo Dellien                    | 6         | 6 |         |                    |
| 1 | Bandera de Uruguay | Joaquin Aguilar Cardozo         | 2         | 3 |         |                    |
| 2 | Bandera de Bolivia | Murkel Dellien                  | 2         | 2 |         |                    |
| 2 | Bandera de Uruguay | Franco Roncadelli               | 6         | 6 |         |                    |
| 3 | Bandera de Bolivia | Boris Arias / Federico Zeballos | 3         | 6 | 3       |                    |
| 3 | Bandera de Uruguay | Ariel Behar / Ignacio Carou     | 6         | 1 | 6       |                    |
| 4 | Bandera de Bolivia | Hugo Dellien                    | 6         | 3 | 2       |                    |
| 4 | Bandera de Uruguay | Franco Roncadelli               | 2         | 6 | 6       |                    |
| 5 | Bandera de Bolivia | Murkel Dellien                  | No        |   |         |                    |
| 5 | Bandera de Uruguay | Joaquin Aguilar Cardozo         | disputado |   |         |                    |

### Play-offs Grupo Mundial II
Fechas: 2 al 4 de febrero de 2024
- 12 equipos perdedores del Grupo Mundial II de 2023.
- 12 equipos ganadores de sus zonas regionales del Grupo III de 2023:
  - 3 de Europa.
  - 3 de América.
  - 3 de Asia/Oceanía.
  - 3 de África.

| Zona Americana         | Zona Americana         | Zona Americana         | Zona Americana         | Zona Americana         | Zona Americana         |
| · Bolivia              | · Barbados             | · Costa Rica           | · El Salvador          | · Jamaica              | · Paraguay             |
| · Uruguay              | -                      | -                      | -                      | -                      | -                      |
| Zona Asiática/Oceánica | Zona Asiática/Oceánica | Zona Asiática/Oceánica | Zona Asiática/Oceánica | Zona Asiática/Oceánica | Zona Asiática/Oceánica |
| · China                | · Hong Kong            | · Indonesia            | · Irán                 | · Islas del Pacífico   | · Tailandia            |
| · Vietnam              | -                      | -                      | -                      | -                      | -                      |
| Zona Europea/Africana  | Zona Europea/Africana  | Zona Europea/Africana  | Zona Europea/Africana  | Zona Europea/Africana  | Zona Europea/Africana  |
| · Chipre               | · Eslovenia            | · Estonia              | · Marruecos            | · Mónaco               | · Moldavia             |
| · Sudáfrica            | · Togo                 | · Túnez                | · Zimbabue             | -                      | -                      |
| ---------------------- | ---------------------- | ---------------------- | ---------------------- | ---------------------- | ---------------------- |

| | Bandera de Uruguay  | Uruguay                         | 3 | 2 | Moldavia | Bandera de Moldavia |
| --- | ------------------- | ------------------------------- | - | - | -------- | ------------------- |
| Carrasco Lawn Tennis, Montevideo, Uruguay 3 y 4 de febrero de 2024 (Tierra batida) |                     |                                 |   |   |          |                     |
| \| 1 \| \| Franco Roncadelli \| 4 \| 6 \| 6 \| \| 1 \| \| Ilya Snitari \| 6 \| 1 \| 1 \| \| 2 \| \| Joaquín Aguilar Cardozo \| 2 \| 3 \| \| \| 2 \| \| Radu Albot \| 6 \| 6 \| \| \| 3 \| \| Ariel Behar / Ignacio Carou \| 7 \| 2 \| 6 \| \| 3 \| \| Radu Albot / Alexander Cozbinov \| 5 \| 6 \| 3 \| \| 4 \| \| Franco Roncadelli \| 3 \| 1 \| \| \| 4 \| \| Radu Albot \| 6 \| 6 \| \| \| 5 \| \| Joaquín Aguilar Cardozo \| 6 \| 6 \| \| \| 5 \| \| Ilya Snitari \| 1 \| 0 \| \| |                     |                                 |   |   |          |                     |
| 1 | Bandera de Uruguay  | Franco Roncadelli               | 4 | 6 | 6        |                     |
| 1 | Bandera de Moldavia | Ilya Snitari                    | 6 | 1 | 1        |                     |
| 2 | Bandera de Uruguay  | Joaquín Aguilar Cardozo         | 2 | 3 |          |                     |
| 2 | Bandera de Moldavia | Radu Albot                      | 6 | 6 |          |                     |
| 3 | Bandera de Uruguay  | Ariel Behar / Ignacio Carou     | 7 | 2 | 6        |                     |
| 3 | Bandera de Moldavia | Radu Albot / Alexander Cozbinov | 5 | 6 | 3        |                     |
| 4 | Bandera de Uruguay  | Franco Roncadelli               | 3 | 1 |          |                     |
| 4 | Bandera de Moldavia | Radu Albot                      | 6 | 6 |          |                     |
| 5 | Bandera de Uruguay  | Joaquín Aguilar Cardozo         | 6 | 6 |          |                     |
| 5 | Bandera de Moldavia | Ilya Snitari                    | 1 | 0 |          |                     |

| | Bandera de la República Popular China | China                             | 3 | 2  | Eslovenia | Bandera de Eslovenia |
| --- | ------------------------------------- | --------------------------------- | - | -- | --------- | -------------------- |
| Guangzhou Development District International Tennis School, Guangzhou, China 2 y 3 de febrero de 2024 (Dura) |                                       |                                   |   |    |           |                      |
| \| 1 \| \| Zhizhen Zhang \| 6 \| 6 \| \| \| 1 \| \| Matic Kriznik \| 0 \| 2 \| \| \| 2 \| \| Yi Zhou \| 7 \| 63 \| 6 \| \| 2 \| \| Sebastian Dominko \| 5 \| 7 \| 3 \| \| 3 \| \| Yunchaokete Bu / Zhizhen Zhang \| 3 \| 4 \| \| \| 3 \| \| Sebastian Dominko / Matic Kriznik \| 6 \| 6 \| \| \| 4 \| \| Zhizhen Zhang \| 3 \| 4 \| \| \| 4 \| \| Sebastian Dominko \| 6 \| 6 \| \| \| 5 \| \| Yi Zhou \| 5 \| 6 \| 6 \| \| 5 \| \| Matic Kriznik \| 7 \| 1 \| 3 \| |                                       |                                   |   |    |           |                      |
| 1 | Bandera de la República Popular China | Zhizhen Zhang                     | 6 | 6  |           |                      |
| 1 | Bandera de Eslovenia                  | Matic Kriznik                     | 0 | 2  |           |                      |
| 2 | Bandera de la República Popular China | Yi Zhou                           | 7 | 63 | 6         |                      |
| 2 | Bandera de Eslovenia                  | Sebastian Dominko                 | 5 | 7  | 3         |                      |
| 3 | Bandera de la República Popular China | Yunchaokete Bu / Zhizhen Zhang    | 3 | 4  |           |                      |
| 3 | Bandera de Eslovenia                  | Sebastian Dominko / Matic Kriznik | 6 | 6  |           |                      |
| 4 | Bandera de la República Popular China | Zhizhen Zhang                     | 3 | 4  |           |                      |
| 4 | Bandera de Eslovenia                  | Sebastian Dominko                 | 6 | 6  |           |                      |
| 5 | Bandera de la República Popular China | Yi Zhou                           | 5 | 6  | 6         |                      |
| 5 | Bandera de Eslovenia                  | Matic Kriznik                     | 7 | 1  | 3         |                      |

| | Bandera de Túnez      | Túnez                                | 3         | 0  | Costa Rica | Bandera de Costa Rica |
| --- | --------------------- | ------------------------------------ | --------- | -- | ---------- | --------------------- |
| Cité Nationale Sportive El Menzah, Túnez, Túnez 2 y 3 de febrero de 2024 (Dura) |                       |                                      |           |    |            |                       |
| \| 1 \| \| Moez Echargui \| 6 \| 6 \| \| \| 1 \| \| Jesse Flores \| 2 \| 3 \| \| \| 2 \| \| Aziz Dougaz \| 6 \| 5 \| 6 \| \| 2 \| \| Rodrigo Crespo Piedra \| 3 \| 7 \| 4 \| \| 3 \| \| Skander Mansouri / Aziz Ouakaa \| 64 \| 7 \| 7 \| \| 3 \| \| Rodrigo Crespo Piedra / Jesse Flores \| 7 \| 63 \| 5 \| \| 4 \| \| Aziz Dougaz \| No \| \| \| \| 4 \| \| Jesse Flores \| disputado \| \| \| \| 5 \| \| Moez Echargui \| No \| \| \| \| 5 \| \| Rodrigo Crespo Piedra \| disputado \| \| \| |                       |                                      |           |    |            |                       |
| 1 | Bandera de Túnez      | Moez Echargui                        | 6         | 6  |            |                       |
| 1 | Bandera de Costa Rica | Jesse Flores                         | 2         | 3  |            |                       |
| 2 | Bandera de Túnez      | Aziz Dougaz                          | 6         | 5  | 6          |                       |
| 2 | Bandera de Costa Rica | Rodrigo Crespo Piedra                | 3         | 7  | 4          |                       |
| 3 | Bandera de Túnez      | Skander Mansouri / Aziz Ouakaa       | 64        | 7  | 7          |                       |
| 3 | Bandera de Costa Rica | Rodrigo Crespo Piedra / Jesse Flores | 7         | 63 | 5          |                       |
| 4 | Bandera de Túnez      | Aziz Dougaz                          | No        |    |            |                       |
| 4 | Bandera de Costa Rica | Jesse Flores                         | disputado |    |            |                       |
| 5 | Bandera de Túnez      | Moez Echargui                        | No        |    |            |                       |
| 5 | Bandera de Costa Rica | Rodrigo Crespo Piedra                | disputado |    |            |                       |

| | Bandera de El Salvador          | El Salvador                      | 4         | 0 | Islas del Pacífico | Bandera de Oceanía del Pacífico |
| --- | ------------------------------- | -------------------------------- | --------- | - | ------------------ | ------------------------------- |
| Polideportivo de Ciudad Merliot, Santa Tecla, El Salvador 2 y 3 de febrero de 2024 (Dura) |                                 |                                  |           |   |                    |                                 |
| \| 1 \| \| Diego Durán \| 6 \| 6 \| \| \| 1 \| \| Gillian Osmont \| 3 \| 0 \| \| \| 2 \| \| Marcelo Arévalo \| 6 \| 6 \| \| \| 2 \| \| Heve Kelley \| 0 \| 2 \| \| \| 3 \| \| Marcelo Arévalo / César Cruz \| 6 \| 6 \| \| \| 3 \| \| Matavao Fanguna / Gillian Osmont \| 3 \| 1 \| \| \| 4 \| \| Juan Carlos Fuentes Vasquez \| 6 \| 6 \| \| \| 4 \| \| Matavao Fanguna \| 0 \| 3 \| \| \| 5 \| \| Diego Durán \| No \| \| \| \| 5 \| \| Heve Kelley \| disputado \| \| \| |                                 |                                  |           |   |                    |                                 |
| 1 | Bandera de El Salvador          | Diego Durán                      | 6         | 6 |                    |                                 |
| 1 | Bandera de Oceanía del Pacífico | Gillian Osmont                   | 3         | 0 |                    |                                 |
| 2 | Bandera de El Salvador          | Marcelo Arévalo                  | 6         | 6 |                    |                                 |
| 2 | Bandera de Oceanía del Pacífico | Heve Kelley                      | 0         | 2 |                    |                                 |
| 3 | Bandera de El Salvador          | Marcelo Arévalo / César Cruz     | 6         | 6 |                    |                                 |
| 3 | Bandera de Oceanía del Pacífico | Matavao Fanguna / Gillian Osmont | 3         | 1 |                    |                                 |
| 4 | Bandera de El Salvador          | Juan Carlos Fuentes Vasquez      | 6         | 6 |                    |                                 |
| 4 | Bandera de Oceanía del Pacífico | Matavao Fanguna                  | 0         | 3 |                    |                                 |
| 5 | Bandera de El Salvador          | Diego Durán                      | No        |   |                    |                                 |
| 5 | Bandera de Oceanía del Pacífico | Heve Kelley                      | disputado |   |                    |                                 |

| | Bandera de Hong Kong | Hong Kong                     | 3         | 1 | Zimbabue | Bandera de Zimbabue |
| --- | -------------------- | ----------------------------- | --------- | - | -------- | ------------------- |
| Victoria Park Tennis Stadium, Hong Kong, China 3 y 4 de febrero de 2024 (Dura) |                      |                               |           |   |          |                     |
| \| 1 \| \| Hong Kit Wong \| 3 \| 6 \| 7 \| \| 1 \| \| Benjamin Lock \| 6 \| 3 \| 65 \| \| 2 \| \| Coleman Wong \| 6 \| 6 \| \| \| 2 \| \| Courtney Lock \| 2 \| 0 \| \| \| 3 \| \| Chun Hun Wong / Coleman Wong \| 6 \| 6 \| \| \| 3 \| \| Benjamin Lock / Courtney Lock \| 4 \| 0 \| \| \| 4 \| \| Kwok Shun Dasson Chan \| 7 \| 4 \| [6] \| \| 4 \| \| Benedict Badza \| 65 \| 6 \| [10] \| \| 5 \| \| Hong Kit Wong \| No \| \| \| \| 5 \| \| Courtney Lock \| disputado \| \| \| |                      |                               |           |   |          |                     |
| 1 | Bandera de Hong Kong | Hong Kit Wong                 | 3         | 6 | 7        |                     |
| 1 | Bandera de Zimbabue  | Benjamin Lock                 | 6         | 3 | 65       |                     |
| 2 | Bandera de Hong Kong | Coleman Wong                  | 6         | 6 |          |                     |
| 2 | Bandera de Zimbabue  | Courtney Lock                 | 2         | 0 |          |                     |
| 3 | Bandera de Hong Kong | Chun Hun Wong / Coleman Wong  | 6         | 6 |          |                     |
| 3 | Bandera de Zimbabue  | Benjamin Lock / Courtney Lock | 4         | 0 |          |                     |
| 4 | Bandera de Hong Kong | Kwok Shun Dasson Chan         | 7         | 4 | [6]      |                     |
| 4 | Bandera de Zimbabue  | Benedict Badza                | 65        | 6 | [10]     |                     |
| 5 | Bandera de Hong Kong | Hong Kit Wong                 | No        |   |          |                     |
| 5 | Bandera de Zimbabue  | Courtney Lock                 | disputado |   |          |                     |

| | Bandera de Jamaica  | Jamaica                            | 2 | 3 | Barbados | Bandera de Barbados |
| --- | ------------------- | ---------------------------------- | - | - | -------- | ------------------- |
| Eric Bell National Tennis Centre, Kingston, Jamaica 3 y 4 de febrero de 2024 (Dura) |                     |                                    |   |   |          |                     |
| \| 1 \| \| Blaise Bicknell \| 6 \| 3 \| 6 \| \| 1 \| \| Kaipo Marshall \| 1 \| 6 \| 1 \| \| 2 \| \| Rowland Phillips \| 3 \| 6 \| 5 \| \| 2 \| \| Darian King \| 6 \| 3 \| 7 \| \| 3 \| \| Blaise Bicknell / Rowland Phillips \| 6 \| 4 \| 4 \| \| 3 \| \| Darian King / Haydn Lewis \| 3 \| 6 \| 6 \| \| 4 \| \| Blaise Bicknell \| 6 \| 6 \| \| \| 4 \| \| Darian King \| 1 \| 0 \| \| \| 5 \| \| Rowland Phillips \| 4 \| 6 \| 2 \| \| 5 \| \| Kaipo Marshall \| 6 \| 1 \| 6 \| |                     |                                    |   |   |          |                     |
| 1 | Bandera de Jamaica  | Blaise Bicknell                    | 6 | 3 | 6        |                     |
| 1 | Bandera de Barbados | Kaipo Marshall                     | 1 | 6 | 1        |                     |
| 2 | Bandera de Jamaica  | Rowland Phillips                   | 3 | 6 | 5        |                     |
| 2 | Bandera de Barbados | Darian King                        | 6 | 3 | 7        |                     |
| 3 | Bandera de Jamaica  | Blaise Bicknell / Rowland Phillips | 6 | 4 | 4        |                     |
| 3 | Bandera de Barbados | Darian King / Haydn Lewis          | 3 | 6 | 6        |                     |
| 4 | Bandera de Jamaica  | Blaise Bicknell                    | 6 | 6 |          |                     |
| 4 | Bandera de Barbados | Darian King                        | 1 | 0 |          |                     |
| 5 | Bandera de Jamaica  | Rowland Phillips                   | 4 | 6 | 2        |                     |
| 5 | Bandera de Barbados | Kaipo Marshall                     | 6 | 1 | 6        |                     |

| | Bandera de Chipre    | Chipre                             | 1         | 3  | Marruecos | Bandera de Marruecos |
| --- | -------------------- | ---------------------------------- | --------- | -- | --------- | -------------------- |
| National Tennis Centre, Nicosia, Chipre 3 y 4 de febrero de 2024 (Dura) |                      |                                    |           |    |           |                      |
| \| 1 \| \| Petros Chrysochos \| 5 \| 62 \| \| \| 1 \| \| Yassine Dlimi \| 7 \| 7 \| \| \| 2 \| \| Menelaos Efstathiou \| 3 \| 2 \| \| \| 2 \| \| Elliot Benchetrit \| 6 \| 6 \| \| \| 3 \| \| Sergis Kyratzis / Eleftherios Neos \| 4 \| 4 \| \| \| 3 \| \| Elliot Benchetrit / Adam Moundir \| 6 \| 6 \| \| \| 4 \| \| Stylianos Christodoulou \| 6 \| 6 \| \| \| 4 \| \| Hamza Karmoussi \| 3 \| 1 \| \| \| 5 \| \| Petros Chrysochos \| No \| \| \| \| 5 \| \| Elliot Benchetrit \| disputado \| \| \| |                      |                                    |           |    |           |                      |
| 1 | Bandera de Chipre    | Petros Chrysochos                  | 5         | 62 |           |                      |
| 1 | Bandera de Marruecos | Yassine Dlimi                      | 7         | 7  |           |                      |
| 2 | Bandera de Chipre    | Menelaos Efstathiou                | 3         | 2  |           |                      |
| 2 | Bandera de Marruecos | Elliot Benchetrit                  | 6         | 6  |           |                      |
| 3 | Bandera de Chipre    | Sergis Kyratzis / Eleftherios Neos | 4         | 4  |           |                      |
| 3 | Bandera de Marruecos | Elliot Benchetrit / Adam Moundir   | 6         | 6  |           |                      |
| 4 | Bandera de Chipre    | Stylianos Christodoulou            | 6         | 6  |           |                      |
| 4 | Bandera de Marruecos | Hamza Karmoussi                    | 3         | 1  |           |                      |
| 5 | Bandera de Chipre    | Petros Chrysochos                  | No        |    |           |                      |
| 5 | Bandera de Marruecos | Elliot Benchetrit                  | disputado |    |           |                      |

| | Bandera de Vietnam   | Vietnam                           | 2 | 3 | Sudáfrica | Bandera de Sudáfrica |
| --- | -------------------- | --------------------------------- | - | - | --------- | -------------------- |
| Hanaka Paris Ocean Park, Tu Son, Vietnam 2 y 3 de febrero de 2024 (Dura) |                      |                                   |   |   |           |                      |
| \| 1 \| \| Nam Hoang Ly \| 6 \| 6 \| \| \| 1 \| \| Philip Henning \| 3 \| 4 \| \| \| 2 \| \| Linh Giang Trinh \| 6 \| 3 \| 0r \| \| 2 \| \| Kris van Wyk \| 4 \| 6 \| 4 \| \| 3 \| \| Nam Hoang Ly / Phuong Van Nguyen \| 6 \| 1 \| 4 \| \| 3 \| \| Philip Henning / Christiaan Worst \| 4 \| 6 \| 6 \| \| 4 \| \| Nam Hoang Ly \| 6 \| 3 \| 6 \| \| 4 \| \| Kris van Wyk \| 4 \| 6 \| 3 \| \| 5 \| \| Linh Giang Trinh \| 2 \| 2 \| \| \| 5 \| \| Philip Henning \| 6 \| 6 \| \| |                      |                                   |   |   |           |                      |
| 1 | Bandera de Vietnam   | Nam Hoang Ly                      | 6 | 6 |           |                      |
| 1 | Bandera de Sudáfrica | Philip Henning                    | 3 | 4 |           |                      |
| 2 | Bandera de Vietnam   | Linh Giang Trinh                  | 6 | 3 | 0r        |                      |
| 2 | Bandera de Sudáfrica | Kris van Wyk                      | 4 | 6 | 4         |                      |
| 3 | Bandera de Vietnam   | Nam Hoang Ly / Phuong Van Nguyen  | 6 | 1 | 4         |                      |
| 3 | Bandera de Sudáfrica | Philip Henning / Christiaan Worst | 4 | 6 | 6         |                      |
| 4 | Bandera de Vietnam   | Nam Hoang Ly                      | 6 | 3 | 6         |                      |
| 4 | Bandera de Sudáfrica | Kris van Wyk                      | 4 | 6 | 3         |                      |
| 5 | Bandera de Vietnam   | Linh Giang Trinh                  | 2 | 2 |           |                      |
| 5 | Bandera de Sudáfrica | Philip Henning                    | 6 | 6 |           |                      |

| | Bandera de Togo      | Togo                               | 3 | 2 | Indonesia | Bandera de Indonesia |
| --- | -------------------- | ---------------------------------- | - | - | --------- | -------------------- |
| Stade Omnisports De Lomé, Lomé, Togo 3 y 4 de febrero de 2024 (Dura) |                      |                                    |   |   |           |                      |
| \| 1 \| \| Komlavi Loglo \| 1 \| 4 \| \| \| 1 \| \| Fitriadi M Rifqi \| 6 \| 6 \| \| \| 2 \| \| Thomas Setodji \| 6 \| 6 \| \| \| 2 \| \| Anthony Susanto \| 1 \| 2 \| \| \| 3 \| \| Komlavi Loglo / Thomas Setodji \| 6 \| 3 \| 7 \| \| 3 \| \| Fitriadi M Rifqi / Anthony Susanto \| 3 \| 6 \| 5 \| \| 4 \| \| Thomas Setodji \| 2 \| 3 \| \| \| 4 \| \| Fitriadi M Rifqi \| 6 \| 6 \| \| \| 5 \| \| Komlavi Loglo \| 6 \| 6 \| \| \| 5 \| \| Anthony Susanto \| 2 \| 2 \| \| |                      |                                    |   |   |           |                      |
| 1 | Bandera de Togo      | Komlavi Loglo                      | 1 | 4 |           |                      |
| 1 | Bandera de Indonesia | Fitriadi M Rifqi                   | 6 | 6 |           |                      |
| 2 | Bandera de Togo      | Thomas Setodji                     | 6 | 6 |           |                      |
| 2 | Bandera de Indonesia | Anthony Susanto                    | 1 | 2 |           |                      |
| 3 | Bandera de Togo      | Komlavi Loglo / Thomas Setodji     | 6 | 3 | 7         |                      |
| 3 | Bandera de Indonesia | Fitriadi M Rifqi / Anthony Susanto | 3 | 6 | 5         |                      |
| 4 | Bandera de Togo      | Thomas Setodji                     | 2 | 3 |           |                      |
| 4 | Bandera de Indonesia | Fitriadi M Rifqi                   | 6 | 6 |           |                      |
| 5 | Bandera de Togo      | Komlavi Loglo                      | 6 | 6 |           |                      |
| 5 | Bandera de Indonesia | Anthony Susanto                    | 2 | 2 |           |                      |

| | Bandera de Bolivia   | Bolivia                         | 4         | 0 | Tailandia | Bandera de Tailandia |
| --- | -------------------- | ------------------------------- | --------- | - | --------- | -------------------- |
| Club de Tenis La Paz, La Paz, Bolivia 3 y 4 de febrero de 2024 (Tierra batida) |                      |                                 |           |   |           |                      |
| \| 1 \| \| Juan Carlos Prado Angelo \| 6 \| 6 \| \| \| 1 \| \| Maximus Jones \| 3 \| 2 \| \| \| 2 \| \| Murkel Dellien \| 6 \| 6 \| \| \| 2 \| \| Wishaya Trongcharoenchaikul \| 1 \| 1 \| \| \| 3 \| \| Boris Arias / Federico Zeballos \| 710 \| 6 \| \| \| 3 \| \| Pruchya Isarow / Kasidit Samrej \| 68 \| 4 \| \| \| 4 \| \| Boris Arias \| 6 \| 6 \| \| \| 4 \| \| Thanapet Chanta \| 4 \| 3 \| \| \| 5 \| \| Juan Carlos Prado Angelo \| No \| \| \| \| 5 \| \| Wishaya Trongcharoenchaikul \| disputado \| \| \| |                      |                                 |           |   |           |                      |
| 1 | Bandera de Bolivia   | Juan Carlos Prado Angelo        | 6         | 6 |           |                      |
| 1 | Bandera de Tailandia | Maximus Jones                   | 3         | 2 |           |                      |
| 2 | Bandera de Bolivia   | Murkel Dellien                  | 6         | 6 |           |                      |
| 2 | Bandera de Tailandia | Wishaya Trongcharoenchaikul     | 1         | 1 |           |                      |
| 3 | Bandera de Bolivia   | Boris Arias / Federico Zeballos | 710       | 6 |           |                      |
| 3 | Bandera de Tailandia | Pruchya Isarow / Kasidit Samrej | 68        | 4 |           |                      |
| 4 | Bandera de Bolivia   | Boris Arias                     | 6         | 6 |           |                      |
| 4 | Bandera de Tailandia | Thanapet Chanta                 | 4         | 3 |           |                      |
| 5 | Bandera de Bolivia   | Juan Carlos Prado Angelo        | No        |   |           |                      |
| 5 | Bandera de Tailandia | Wishaya Trongcharoenchaikul     | disputado |   |           |                      |

| | Bandera de Irán    | Irán                         | 1         | 3 | Estonia | Bandera de Estonia |
| --- | ------------------ | ---------------------------- | --------- | - | ------- | ------------------ |
| Sri Lanka Lawn Tennis Association Complex, Colombo, Sri Lanka 15 y 16 de marzo de 2024 (Tierra batida) |                    |                              |           |   |         |                    |
| \| 1 \| \| Hamid Reza Nadaf \| 3 \| 0 \| \| \| 1 \| \| Oliver Ojakaar \| 6 \| 6 \| \| \| 2 \| \| Sina Moghimi \| 1 \| 7 \| 6 \| \| 2 \| \| Kristjan Tamm \| 6 \| 5 \| 4 \| \| 3 \| \| Samyar Elyasi / Ali Yazdani \| 6 \| 3 \| 63 \| \| 3 \| \| Kenneth Raisma / Siim Troost \| 4 \| 6 \| 7 \| \| 4 \| \| Sina Moghimi \| 3 \| 1 \| \| \| 4 \| \| Oliver Ojakaar \| 6 \| 6 \| \| \| 5 \| \| Hamid Reza Nadaf \| No \| \| \| \| 5 \| \| Kristjan Tamm \| disputado \| \| \| |                    |                              |           |   |         |                    |
| 1 | Bandera de Irán    | Hamid Reza Nadaf             | 3         | 0 |         |                    |
| 1 | Bandera de Estonia | Oliver Ojakaar               | 6         | 6 |         |                    |
| 2 | Bandera de Irán    | Sina Moghimi                 | 1         | 7 | 6       |                    |
| 2 | Bandera de Estonia | Kristjan Tamm                | 6         | 5 | 4       |                    |
| 3 | Bandera de Irán    | Samyar Elyasi / Ali Yazdani  | 6         | 3 | 63      |                    |
| 3 | Bandera de Estonia | Kenneth Raisma / Siim Troost | 4         | 6 | 7       |                    |
| 4 | Bandera de Irán    | Sina Moghimi                 | 3         | 1 |         |                    |
| 4 | Bandera de Estonia | Oliver Ojakaar               | 6         | 6 |         |                    |
| 5 | Bandera de Irán    | Hamid Reza Nadaf             | No        |   |         |                    |
| 5 | Bandera de Estonia | Kristjan Tamm                | disputado |   |         |                    |

| | Bandera de Paraguay | Paraguay                                           | 1         | 3 | Mónaco | Bandera de Mónaco |
| --- | ------------------- | -------------------------------------------------- | --------- | - | ------ | ----------------- |
| Club Internacional de Tenis, Asunción, Paraguay 3 y 4 de febrero de 2024 (Tierra batida) |                     |                                                    |           |   |        |                   |
| \| 1 \| \| Daniel Vallejo \| 6 \| 6 \| \| \| 1 \| \| Benjamin Balleret \| 2 \| 4 \| \| \| 2 \| \| Martin Antonio Vergara Del Puerto \| 2 \| 1 \| \| \| 2 \| \| Valentin Vacherot \| 6 \| 6 \| \| \| 3 \| \| Daniel Vallejo / Martin Antonio Vergara Del Puerto \| 62 \| 4 \| \| \| 3 \| \| Romain Arneodo / Hugo Nys \| 7 \| 6 \| \| \| 4 \| \| Daniel Vallejo \| 7 \| 4 \| 4 \| \| 4 \| \| Valentin Vacherot \| 60 \| 6 \| 6 \| \| 5 \| \| Martin Antonio Vergara Del Puerto \| No \| \| \| \| 5 \| \| Benjamin Balleret \| disputado \| \| \| |                     |                                                    |           |   |        |                   |
| 1 | Bandera de Paraguay | Daniel Vallejo                                     | 6         | 6 |        |                   |
| 1 | Bandera de Mónaco   | Benjamin Balleret                                  | 2         | 4 |        |                   |
| 2 | Bandera de Paraguay | Martin Antonio Vergara Del Puerto                  | 2         | 1 |        |                   |
| 2 | Bandera de Mónaco   | Valentin Vacherot                                  | 6         | 6 |        |                   |
| 3 | Bandera de Paraguay | Daniel Vallejo / Martin Antonio Vergara Del Puerto | 62        | 4 |        |                   |
| 3 | Bandera de Mónaco   | Romain Arneodo / Hugo Nys                          | 7         | 6 |        |                   |
| 4 | Bandera de Paraguay | Daniel Vallejo                                     | 7         | 4 | 4      |                   |
| 4 | Bandera de Mónaco   | Valentin Vacherot                                  | 60        | 6 | 6      |                   |
| 5 | Bandera de Paraguay | Martin Antonio Vergara Del Puerto                  | No        |   |        |                   |
| 5 | Bandera de Mónaco   | Benjamin Balleret                                  | disputado |   |        |                   |

## Grupos regionales

### América
| Zona Americana      | Zona Americana | Zona Americana         | Zona Americana      | Zona Americana                         | Zona Americana | Zona Americana | Zona Americana |
| Grupo III           | Grupo III      | Grupo III              | Grupo III           | Grupo III                              | Grupo III      | Grupo III      | Grupo III      |
| · Bahamas           | · Bermudas     | · Costa Rica           | · Guatemala         | · Jamaica                              |                |                |                |
| · Paraguay          | · Puerto Rico  | · República Dominicana | · Venezuela         | -                                      |                |                |                |
| Grupo IV            | Grupo IV       | Grupo IV               | Grupo IV            | Grupo IV                               | Grupo IV       | Grupo IV       | Grupo IV       |
| · Antigua y Barbuda | · Aruba        | · Cuba                 | · Haití             | · Honduras                             |                |                |                |
| · Nicaragua         | · Panamá       | · Santa Lucía          | · Trinidad y Tobago | · Islas Vírgenes de los Estados Unidos |                |                |                |
| ------------------- | -------------- | ---------------------- | ------------------- | -------------------------------------- | -------------- | -------------- | -------------- |

### Europa
| Zona Europea | Zona Europea | Zona Europea | Zona Europea | Zona Europea          | Zona Europea | Zona Europea | Zona Europea |
| Grupo III    | Grupo III    | Grupo III    | Grupo III    | Grupo III             | Grupo III    | Grupo III    | Grupo III    |
| · Azerbaiyán | · Chipre     | · Eslovenia  | · Kosovo     | · Macedonia del Norte | · Montenegro | -            |              |
| Grupo IV     | Grupo IV     | Grupo IV     | Grupo IV     | Grupo IV              | Grupo IV     | Grupo IV     | Grupo IV     |
| · Albania    | · Andorra    | · Armenia    | · Islandia   | · Liechtenstein       |              |              |              |
| · Malta      | · San Marino | -            | -            | -                     |              |              |              |
| ------------ | ------------ | ------------ | ------------ | --------------------- | ------------ | ------------ | ------------ |

### África
| Zona Africana | Zona Africana     | Zona Africana | Zona Africana | Zona Africana | Zona Africana | Zona Africana | Zona Africana |
| Grupo III     | Grupo III         | Grupo III     | Grupo III     | Grupo III     | Grupo III     | Grupo III     | Grupo III     |
| · Benín       | · Costa de Marfil | · Ghana       | · Namibia     | · Nigeria     | · Zimbabue    | -             | -             |
| Grupo IV      | Grupo IV          | Grupo IV      | Grupo IV      | Grupo IV      | Grupo IV      | Grupo IV      | Grupo IV      |
| · Angola      | · Argelia         | · Burundi     | · Camerún     | · Kenia       | · RD Congo    | · Ruanda      | · Senegal     |
| Grupo V       | Grupo V           | Grupo V       | Grupo V       | Grupo V       | Grupo V       | Grupo V       | Grupo V       |
| · Botsuana    | · Congo           | · Djibuti     | · Etiopía     | · Gabón       | · Lesoto      |               |               |
| · Madagascar  | · Mauricio        | · Mozambique  | · Seychelles  | · Tanzania    | · Uganda      |               |               |
| ------------- | ----------------- | ------------- | ------------- | ------------- | ------------- | ------------- | ------------- |

### Asia/Oceánica
| Zona Asiática/Oceánica | Zona Asiática/Oceánica | Zona Asiática/Oceánica   | Zona Asiática/Oceánica | Zona Asiática/Oceánica | Zona Asiática/Oceánica | Zona Asiática/Oceánica | Zona Asiática/Oceánica |
| Grupo III              | Grupo III              | Grupo III                | Grupo III              | Grupo III              | Grupo III              | Grupo III              | Grupo III              |
| · Arabia Saudita       | · Islas del Pacífico   | · Jordania               | · Malasia              | · Singapur             | · Siria                | · Tailandia            | · Vietnam              |
| Grupo IV               | Grupo IV               | Grupo IV                 | Grupo IV               | Grupo IV               | Grupo IV               | Grupo IV               | Grupo IV               |
| · Camboya              | · Catar                | · Emiratos Árabes Unidos | · Irak                 | · Kirguistán           | · Kuwait               | · Myanmar              | · Sri Lanka            |
| Grupo V                | Grupo V                | Grupo V                  | Grupo V                | Grupo V                | Grupo V                | Grupo V                | Grupo V                |
| · Baréin               | · Bangladés            | · Brunéi                 | · Bután                | · Filipinas            | · Guam                 | · Laos                 |                        |
| · Macao                | · Maldivas             | · Mongolia               | · Nepal                | · Tayikistán           | · Turkmenistán         | · Yemen                |                        |
| ---------------------- | ---------------------- | ------------------------ | ---------------------- | ---------------------- | ---------------------- | ---------------------- | ---------------------- |